# Kazinczy Ferenc utca (Miskolc)
A Kazinczy Ferenc utca Miskolc történelmileg kialakult utcahálózatában a fiatalabb útvonalak közé tartozik, közlekedéstechnikai szempontok figyelembe vételével 1794-ben nyitották meg. Észak-dél irányú utca, kiinduló pontja a Széchenyi István utca, azaz a Villanyrendőr, végpontja a Jókai Mór/Szeles utca. Középső szakaszán helyezkedik el a Hősök tere, nevezetesebb épületei a Három Rózsa Szálló, a zsinagóga, a Postapalota és a Földes Ferenc Gimnázium. Alsó szakaszán, azaz a Széchenyi utca és a Régiposta utca között csökkentett forgalmú út, a célforgalmon kívül csak a városi buszok és a taxik használják.
Miskolc utcahálózata a középkorban alakult ki. Szerkezetét a helyi, földrajzi adottságok és a városba érkező, illetve a városon áthaladó országutak határozták meg. A Diósgyőr felé futó országút a kezdetektől a Piac (ma Széchenyi) utcán haladt  nyugati irányba, ezzel alapvetően nem volt gond. Problémát jelentett azonban az észak-déli közlekedés: a Mindszent felől az országúton érkezők a Papszeren vagy a Mindszent (ma Szemere) utcán érték el a Piac utcát, ám a Szentpéter felé továbbhaladó a forgalomnak itt meg kellett törnie, mert nem volt egyenesen észak felé haladó út. Az érkezők a város főutcáján haladtak nyugati irányban, fokozva annak terhelését, majd vagy a Czikó (ma Kossuth), vagy a Boldogasszony (ma Déryné) utcára kellett ráfordulniuk (mindkettő meglehetősen keskeny útvonal volt), és ezek végén „jobbra” fordulva találták meg az északi irányba, a Szentpéteri kapun átvezető utat. A közlekedési gondok évszázadokon át fennálltak, és Miskolc vezetésének előbb-utóbb megoldást kellett találni erre. A 18. században megérett az elhatározás a Mindszent utca északi meghosszabbítására, amelynek részleteit egy szakértő bizottság dolgozta ki: telkeket sajátítottak ki, hidat építettek, és az új utat 1794-ben adták át rendeltetésének. Neve Vereshíd utca lett, majd 1859-ben kapta meg mai nevét. A Széchenyi és a Szemere/Kazinczy utca kereszteződésében létrejött a város új közlekedési csomópontja, a majdani Villanyrendőr.

## Története
Miskolc középkori eredetű utcáin (Piac, Hunyad, Czikó, Boldogasszony, Papszer) évszázadokon keresztül nagy csúcsforgalmat okozott a városba érkező, illetve a városon áthaladó országutak forgalma. Különösen nagy nehézséget jelentett az észak-dél irányú forgalom, mert a Papszeren érkező, a Piac (ma Széchenyi) utcát keresztező forgalom vagy a Czikó (ma Kossuth) utcán haladt tovább észak felé, vagy – éppen az esetleges torlódások miatt – keletre fordulva a Boldogasszony (ma Déryné) utcára tértek rá. A Csabai kapu felől a Mindszent (ma Szemere) utcán keresztül érkező forgalom a Piac utcán „megtörve” a Boldogasszony utcán haladt tovább, és „kereste meg” a Szentpéter felé továbbvivő országutat. A város tanácsa a 18. században vetette fel a Mindszent utca északi meghosszabbításának szükségességét, és a diósgyőri koronauradalom a század végén engedélyezte és finanszírozta az utcanyitást, ami egyébiránt az ő érdeke is volt, ahogy a korabeli indoklás írja: „…a tekintetes diósgyőri uraságra néz leginkább az útfelnyitásábúl a haszon és a díszesség”. A tanács bizottságot hozott létre a nyomvonalon az új telekszerkezet, tulajdonképpen egy kisebb városrendezési terv kidolgozására, amelynek vezetője Reindl Ferenc „hites” mérnök volt, tagjai közé pedig Klír Vencel építőmestert, Hoffer János ácsmestert, Rosenplatt József asztalosmestert, Knédli András lakatosmestert és Vasztel Jakab üvegesmestert delegálta. Az új utca nyomvonala tizennégy telket (fundust) érintett (kilenc kvantumos és öt taxás), és az utcanyitás szükségességét igazolja, hogy az érintettek jellemzően nem tiltakoztak a kisajátítás miatt. A telekkisajátítások értéke 2469 forint 15 koronára rúgott. Az új utca területe 1288 négyszögölöl volt, amit 258 öl kő felhasználásával burkoltak le. A hatékonyság érdekében elkerülhetetlen volt, hogy az utca nyomvonalán építsenek a Pece-patakon átívelő, megfelelő teherbírású és áteresztő képességű hidat. Ennek a terve (valószínűleg Reindl Ferenc mérnök és Hoffer János ácsmester készítette) már 1792-ben kész volt, és a híd idejében meg is épült. A műtárgyat feltehetően míniummal (vörös védőfestékkel) festették le, így a neve a közbeszédben hamar Veres híd lett, ami azután átment a hivatalos nyelvhasználatba is, sőt sokáig maga az utca is Vereshíd utca néven szerepelt. Az utca 1859-ben, közgyűlési határozattal kapta meg Kazinczy Ferenc nevét. A Miskolcon megbecsülésnek örvendő író, költő, nyelvújító születésének centenáriumi ünnepségét a Színházban tartották, a színpadon kiállították a költő mellszobrát, és Molnár György színi direktor elszavalta Lévay József erre az alkalomra írt költeményét. Az ünnepségen részt vett Tompa Mihály is. Nem annyira közismert, hogy a Kazinczy utcán valaha villamosvonal is haladt: a 20. század elején telepített észak-déli villamosvonal a Szeles utcáról kanyarodott a Kazinczyra, majd a Szemere utcán és a Görgey Artúr utcán haladt az akkor még önálló Hejőcsabáig, a mai tapolcai elágazás közelében kialakított végállomáshoz. Ezt az egyvágányos vonalat 1960-ban szüntették meg.
Az új utca nyitásával nemcsak kialakult a város új közlekedési csomópontja (úgy százötven év múlva ez lett a Villanyrendőr), de egyúttal megnyitotta a lehetőséget a város keleti irányú terjeszkedésének is. Az új híd és utca ugyanakkor – céljának megfelelően – kapcsolatot hozott létre Piac utca déli oldalán, a Szinvára épített Forgó híddal (a Forgó híd a mellette álló, a Forgó család birtokában lévő házról nyerte a nevét) és a Mindszent utcával. Ez a két híd és utca több mint 150 évig döntő szerepet játszott a városon áthaladó észak-déli forgalom lebonyolításában. Az észak-déli forgalom csak az 1970-es évek elején tolódott át a Korvin Ottó (ma Corvin) és a Beloiannisz (ma Szentpáli István) utcára, végül az évtized végén, a kétszer kétsávos Szilágyi Dezső és Vándor Sándor (ma Király) utca kialakítása után tovább tolódott keletre, és az említett utcákon és az Ady Endre utcán keresztül haladhatott tovább a forgalom északi irányban, vagy kanyarodhatott keletre, a Zsolcai kapun át.
1947-ben, amikor sor került a Nagy-Miskolc létrejötte után többszörösen előforduló utcanevek rendezésére, ez az utca tarthatta meg Kazinczy nevét. Diósgyőrben Kemény utca, Hejőcsabán Malom utca lett az új név.

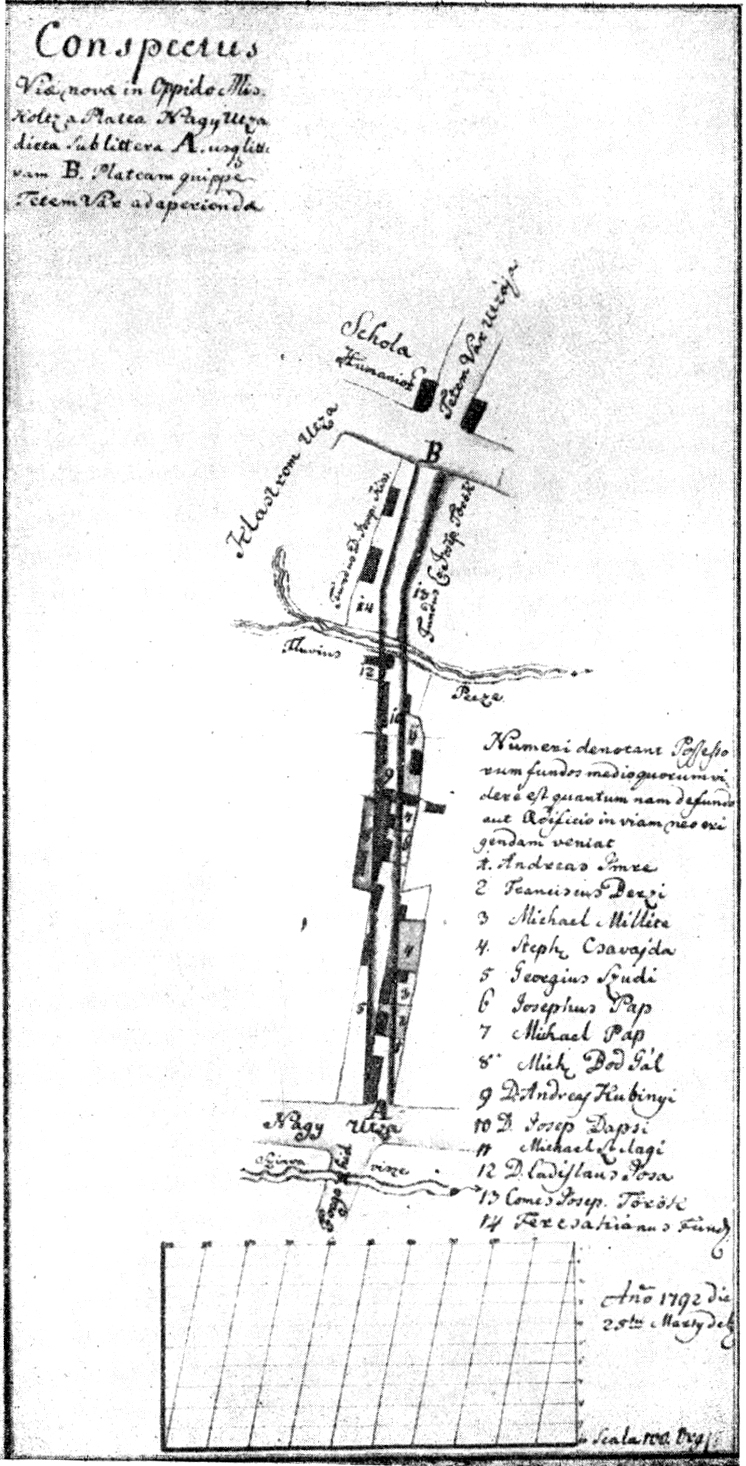
Reindl Ferenc tervrajza az új utcáról, 1792
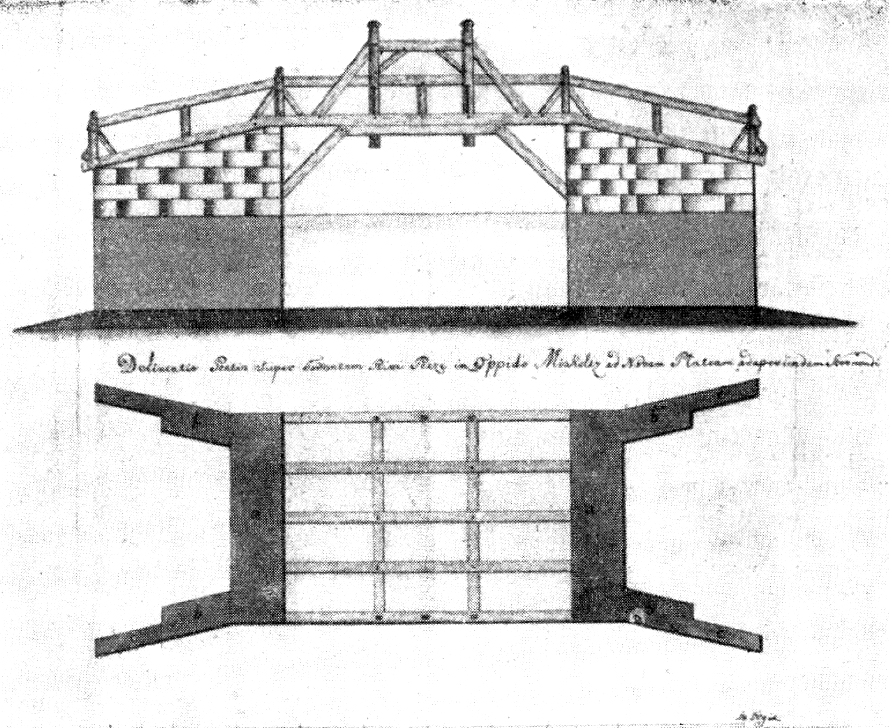
A Vereshíd tervrajza (Reindl Ferenc, Hoffer János) 1792
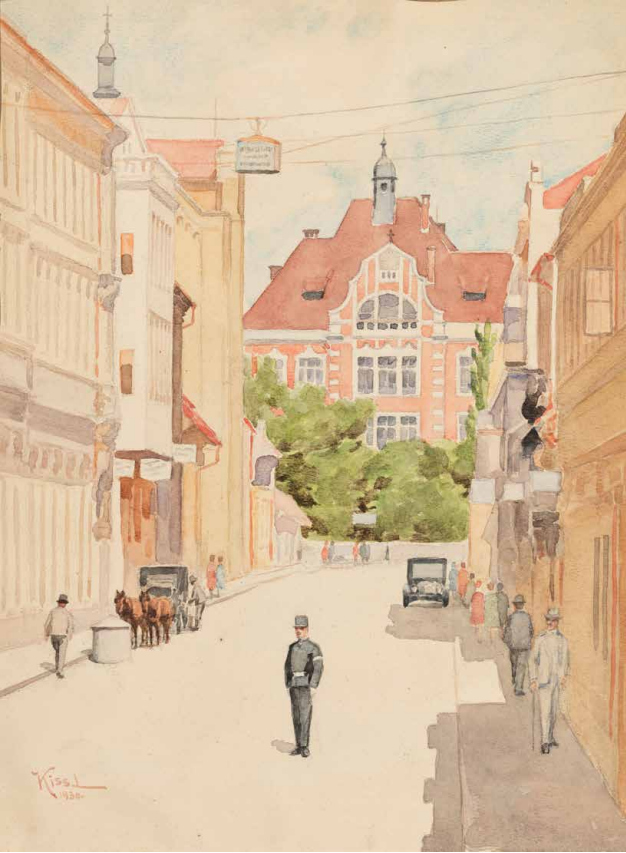
Kiss Lajos: A Kazinczy utca. Festmény, 1930

## Építményei

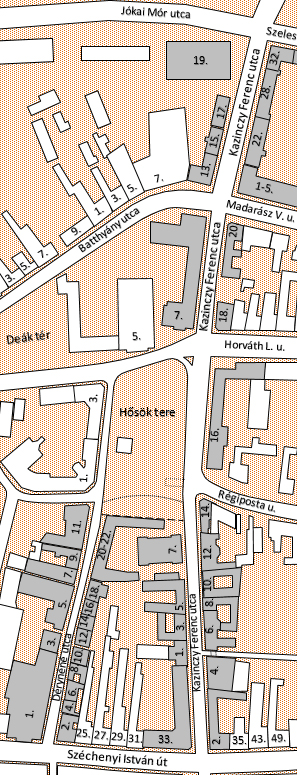
A Kazinczy (és a Déryné) utca térképe

### Nyugati (páratlan) oldal
Három Rózsa Szálló (Széchenyi István utca 33.)
Az épület Széchenyi utcára van címezve, de jelentős homlokzati fronttal rendelkezik a Kazinczy utcán is. A Három Rózsa Szálló helyén egykor az 1767-ben épült „Kura” (azaz Kurta), majd „Uradalmi 3 rózsa” nevű fogadó állt. 1878-ra épült meg az új szálloda, amelynek működése során, a tulajdonosváltásoknak köszönhetően több neve is volt. 1934-ben megszűnt a szállodafunkció, lakóház lett, a földszinten pedig üzleteket alakítottak ki. Közöttük a legrégebbi a ma is működő Fehér Kígyó Gyógyszertár.
Baruch–Stamberger-ház (Kazinczy utca 1.)
Az új utca nyitása előtt két görög kereskedő, Jankovics Ádám és Apostolovics János özvegyei laktak ezen a helyen. A telkek osztása után Bodnár Mihály, majd 1817-ben Esztergomy Dániel lett az új tulajdonos. 1897-ben egy földszintes kőépület állt a telken, amelyben Klír József „Borsodi szántóvetőhöz" címzett vaskereskedése működött. 1927-ben Baruch Gyula és Stamberger Sámuel orvos volt a tulajdonos. Egy korábban  benyújtott építési kérelem módosításával emeletenként egy-egy lakást kívántak kialakítani a két tulajdonos családja számára, és a tetőteret is beépítették. A lakóház terveit Bloch Ármin és Stimm Lajos irodája készítette, kivitelezője Hevesi Lajos mérnök volt. A ház 1+4+1 tengelyű homlokzati kiképzést kapott. A földszinten két bejáratot alakítottak ki, közöttük üzlethelyiségeknek hagytak helyet. A két emeleti szint középső négy ablakát tartalmazó rész erőteljesen, nagyjából egy méternyire kiemelkedik a homlokzat síkjából. Az első emeleti ablakok egyenes, a második emeletiek félköríves záródásúak, a két szélső tengely hármas osztású ablakai egyenes zárásúak. A tetőtér-beépítés a homlokzaton timpanonra emlékeztető, előtte széles erkélyt alakítottak ki, műkőből készített díszes mellvéddel.
Lakóház (Kazinczy utca 3.)
A porta tulajdonosa az utcanyitás előtt Kubinyi András volt. A telken az 1850-es években egy nagyobb, L alaprajzú földszintes ház állt, de ez 1889-ben leégett. Az új, hasonló kialakítású épület 1893-ra készült el. 1908–12 között az utcai helyiségeket üzletek céljára alakították át. 1936-ban Nagy-Máthé Vilma tulajdonos emeletráépítést kérvényezett, a terveket Szklenárik József kőművesmester készítette. A ráépítés során az emeleten három kétszobás lakást alakítottak ki. Ekkor kapta meg az épület mai kinézetét. Az emeleti homlokzat 4+1+4 axisú, a középrizalit tartalmazza a földszinten a vakolatkváderes, kosáríves kapubejárót, fölötte, a franciaablak előtt kovácsoltvas korláttal díszített erkély van. Az emeleti ablakok hangsúlyos szemöldökpárkányt kaptak. Az enyhén trapéz alakú udvaron körbefutó függőfolyosóról lehet megközelíteni az emeleti lakásokat. A földszinten, a kapu két oldalán külön bejárattal rendelkező üzletek voltak, az ezredforduló után az északi oldalon kettéválasztották az üzlethelyiséget.
Oktatási épület (Kazinczy utca 5.)
Az utca nyitása idején a telek Dapsy Istváné volt, és a nyitás következtében 76 négyszögöllel csökkent portájának területe. Miskolc 1854-es katonai térképén két kisebb épület látszik a telken, feltehetően Miletz Gáspár és Zár György házai. Az 1880-as évek elején Grósz József volt a tulajdonos, aki 1883-ban lakó- és üzletházat építtetett Klein József kőművesmester terve alapján. A ház U alaprajzú földszintes épület, udvari szárnyai a telek északi és déli oldalán épültek fel. Az utcai eklektikus homlokzat 1+2+1+2+1 tengelyű, szimmetrikus kialakítású. A középső és a két szélső tengely rizalitszerűen kiugrik a homlokzat síkjából. Egyenes záródású kapubejárója középen helyezkedik el, körülötte a felületet vakolatkváderezéssel díszítették. Ablakai erőteljes szemöldökpárkánnyal rendelkeznek, a két szélső timpanonos. A 20. század végén egy bank vásárolta meg az épületet, a lakófunkció megszűnt, a banki igényeknek megfelelően újították fel. A tetőteret beépítették, ami a bejárat fölött mellvédszerű kettős ablakkal jelenik meg, ezen kívül a két szélső tengelybeli ablakot bejárati ajtóvá alakították, a kváderes díszítést meghagyva. A bank nem sokkal később a Déryné utcába költözött, azóta oktatási intézmény, illetve biztosító foglalja el az utcai frontot.
Zsinagóga (Kazinczy utca 7.)
Az épület főhomlokzatával a Kazinczy utcára néz, oda is van címezve, de állandóan használt bejárata a Déryné utcáról nyílik. A zsinagóga 1856 és 1863 között épült Ludwig Förster tervei alapján, neoromán moreszk stílusban. A Kazinczy úti és az udvari homlokzat fő síkjából a főhajó középrizalitként kiemelkedik, arabeszkes rózsaablak díszíti. Ablakai keskenyek, ívesek, kettes-hármas csoportba foglaltak. Az udvar felé néző főhomlokzat oromzata csúcsán Mózes kettős kőtáblája látható. A háromhajós, álbazilikás elrendezésű épület belsejében karcsú vaspillérek vannak, amelyek díszítésében gótikus és bizánci elemek is láthatók. A falak bonyolult mintájú, keleti motívumokat idéző festést kaptak. 2017-ben elkezdték az épület felújítását.
Hősök tere
A Hősök tere a Kazinczy utca középső szakaszán található. A Földes Ferenc Gimnázium és a Minorita templom, a Magyar Államkincstár épülete és a Berzeviczy Gergely szakközépiskola, a zsinagóga és – a Kazinczy utcán túl – a Postapalota határolja. A Hősök tere kialakításának gondolata már 1918-ban felmerült, bár az elképzelések többször változtak. A területen a 20. század elején még kicsiny földszintes házak álltak, amelyeket 1939-ben Fekete Bertalan polgármester lebontatott, de az emlékműállítás terve a második világháború miatt lekerült a napirendről. A háború után egy fekete gránitból készült szovjet hősi emlékművet állítottak fel a téren, ami 1976-ig állt ott. Közben a Pecét betongyűrűkbe zárták, amivel tovább nőtt a tér területe. 1976-ban Somogyi József Miskolc című monumentális szoborkompozícióját helyezték el a tér északi oldalán, amit a rendszerváltást követően, 1999-ben eltávolítottak. A tér nyugati oldalán 2003-ban Szanyi Péter „Miskolc város elesett hőseinek emlékére” felirattal ellátott emlékművét helyezték el, és az új teret 2007-ben adták át. A térség alatt mélygarázst alakítottak ki, a felszínen szökőkutakat, növényeket és utcabútorokat helyeztek el.
Földes Ferenc Gimnázium (Hősök tere 7.)
A Földes Ferenc Gimnázium – jogelődjei révén – Miskolc egyik ősi iskolája, a Lévay József Református Gimnázium és a Miskolci Katolikus Fiúgimnázium, illetve jogutódai egyesítésével jött létre 1953-ban. Méretes épülettömbje három utca által határolt területen helyezkedik el: főhomlokzata délről a Hősök terére néz, hosszú homlokzati frontja van a Kazinczy utcán, északi homlokzata pedig a Batthyány Lajos utcán van. Az épület 1910–11-ben épült a város által adományozott két telken, Orczy Gyula tervei alapján. A jellegzetes vörös téglás épület déli és északi homlokzatán Kun József domborművei láthatók. A második világháború alatt, az 1944. június 2-ai bombázás során bombatalálat érte az épületet, majd a német katonaság foglalta le hadikórháznak. 1949-től 1952-ig – az első egyetemvárosi épületek elkészüléséig – a Nehézipari Műszaki Egyetem működött az épületben. A gimnáziumi oktatás ezalatt az Evangélikus Tanítóképző Intézet épületében folyt.
Emeletes lakóházak (Kazinczy utca 13-15-17.)
A 15-17-19. számú telkek az egykori Pollák-féle ecetgyár területe volt, de a 13. számú saroképület már korábban itt állt. A többi területrész ügyében Pollák Lajos özvegye és a család két tagja 1936-ban megállapodott a várossal abban, hogy a már tulajdonképpen nem működő üzem közel 1600 négyszögöles birtokából 300 négyszögölt ingyen átad egy, a Kazinczy utcával párhuzamos, attól nyugatra húzódó új utca kialakítására, ezen kívül további 300 négyszögöl területet ellenszolgáltatás nélkül átadnak a városnak építkezés céljára. A Batthyányi–Kazinczy–Jókai utcák által határolt területre a Stimm és Bloch építésziroda el is készítette a terveket, de ez nem valósult meg. A 13. szám alatti telken működött Miskolc egyik régi postahivatala. A mai épületet Böhm Viktor építtette 1937–38-ban. A hatlakásos bérház földszinti traktusában mindig is bolt működött, régen a Kun-féle fűszerkereskedés, azután évtizedekig húsbolt, a 2010-es években szépségszalon. A 15. és 17. számú bérházakat szintén Böhm Viktor tervei alapján Frank Endre ügyvéd építtette 1936-ban. Az akkori számozás szerinti 15/a. és a 17/a. számú bérházak közötti épületben lakott 1944 nyaráig Pollák Lajosné, az ecetgyáros özvegye, az egész ingatlan tulajdonosa.
NAV megyei adóigazgatóság (Kazinczy utca 19.)
A Kazinczy utca nyugati oldalának záró épülete a NAV adóigazgatósága. Korábban, 1862-től a terület Pollák Mór tulajdonában volt, itt építette fel ecetgyárát, amely Miskolc, később egész Magyarország legnagyobb ilyen üzeme volt. A gyár területének déli határa a mai Kazinczy utca 13. számú saroképület volt, amely Miskolc első postaépületének, illetve a postamester lakásának adott helyet. Az üzem északi határa az akkori Fazekas (1893-tól Jókai) utca volt. 1884-ben még csak 2000 hektoliter ecetet gyártottak, de az 1890-es években már 18 000 hektoliterre nőtt a termelés. 1893-tól a Pollák fiúk, Henrik és Lajos vitték tovább az üzemet. 1938-ban Pollák Lajos elhunyt, a termelés visszaesése már korábban megindult, a már alig működő üzemet az özvegy vezette tovább. A Pollák örökösöket 1944-ben deportálták, ahonnan nem tértek vissza. A területen lévő építményeket az 1960-as években lebontották, a helyükre építették fel 1968-ban Klie Zoltán és Deák Béla tervei alapján a Magyar Szénbányászati Tröszt irodaházát. Az épület két részből áll: egy alacsony „lepényépületből” és egy összességében kilencemeletes irodaházból. Az épületegyüttest 1998-tól az APEH, illetve a NAV Borsod-Abaúj-Zemplén megyei adóigazgatósága használja.

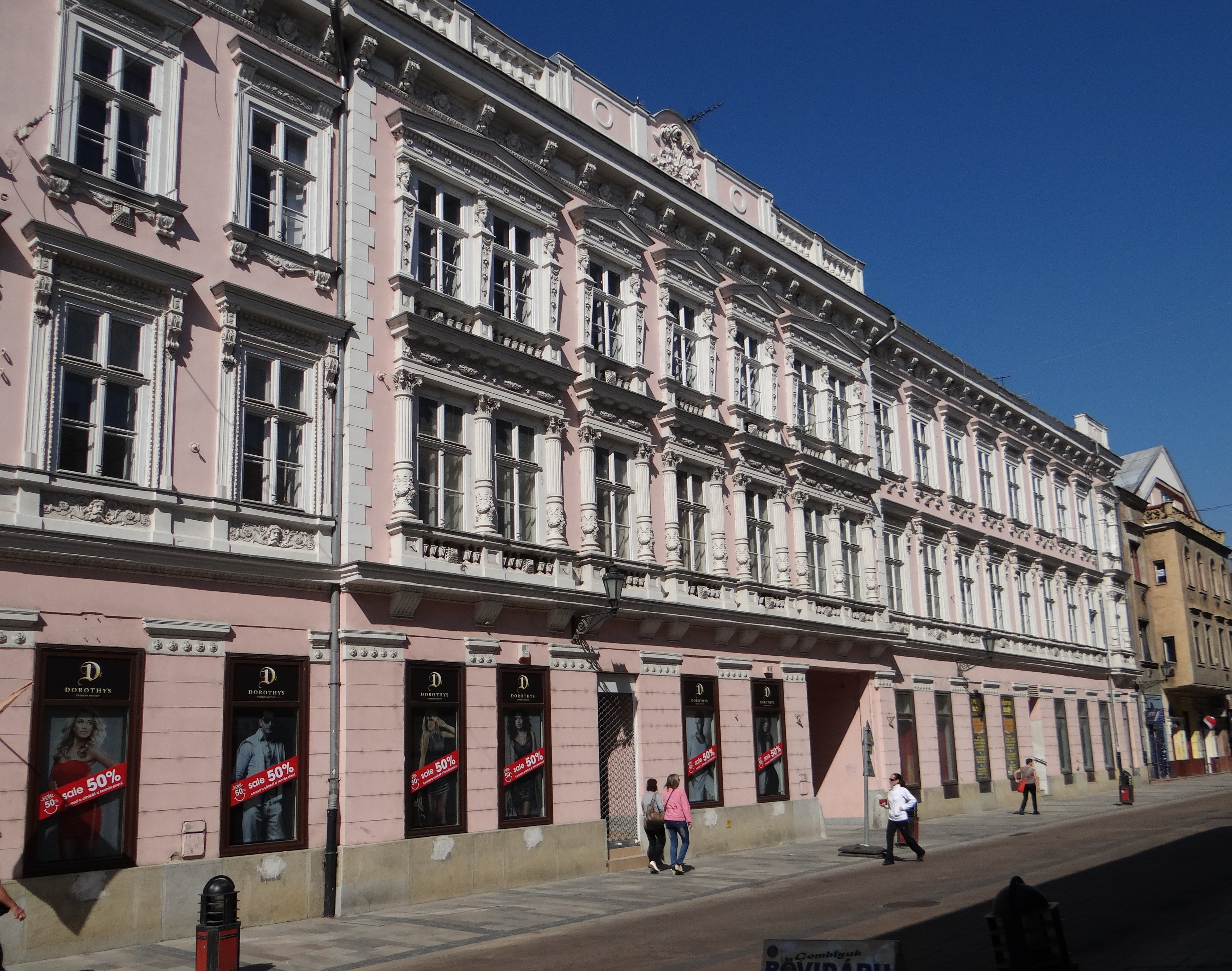
Három Rózsa Szálló (Széchenyi utca 33.)
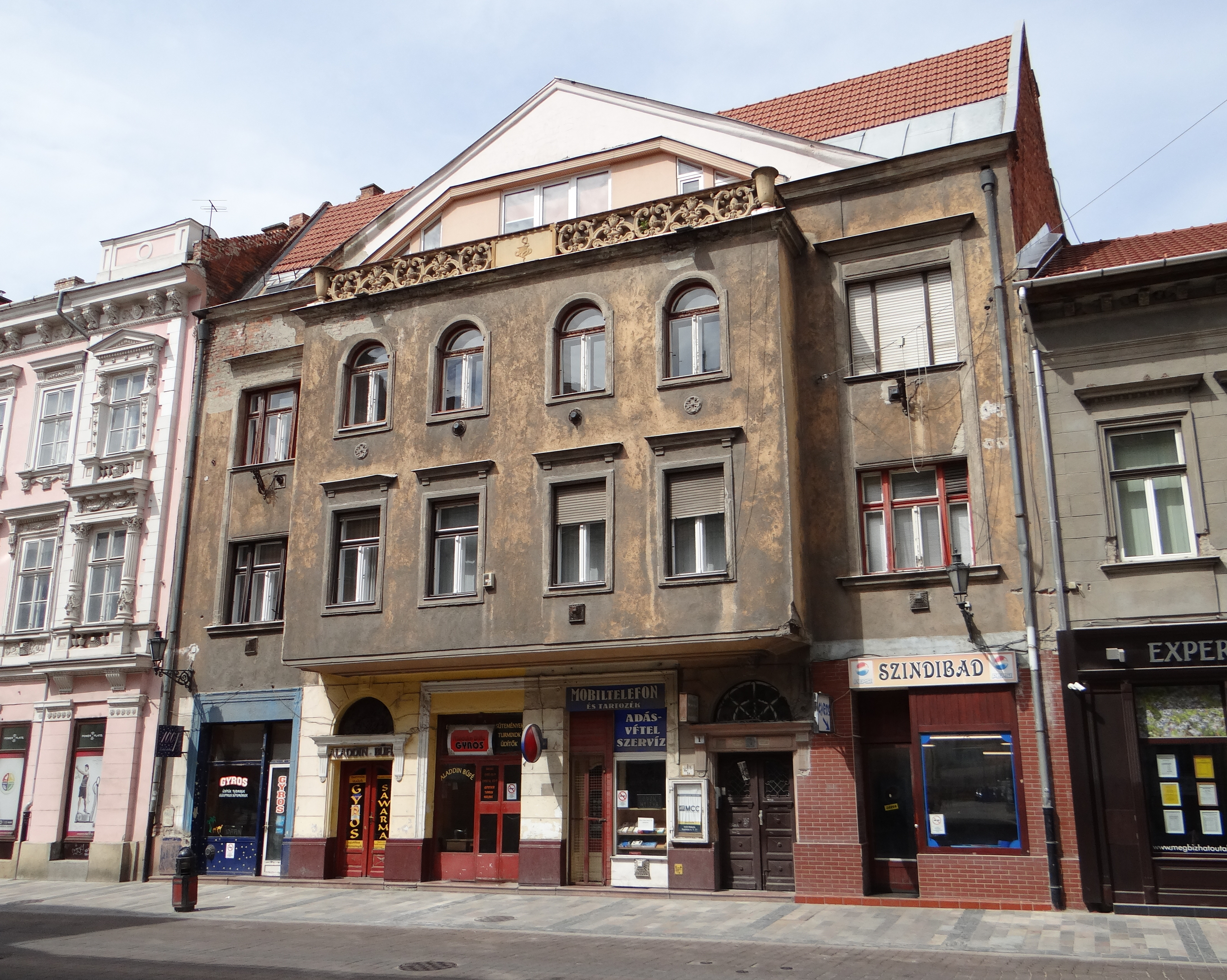
Baruch–Stamberger-ház (Kazinczy utca 1.)
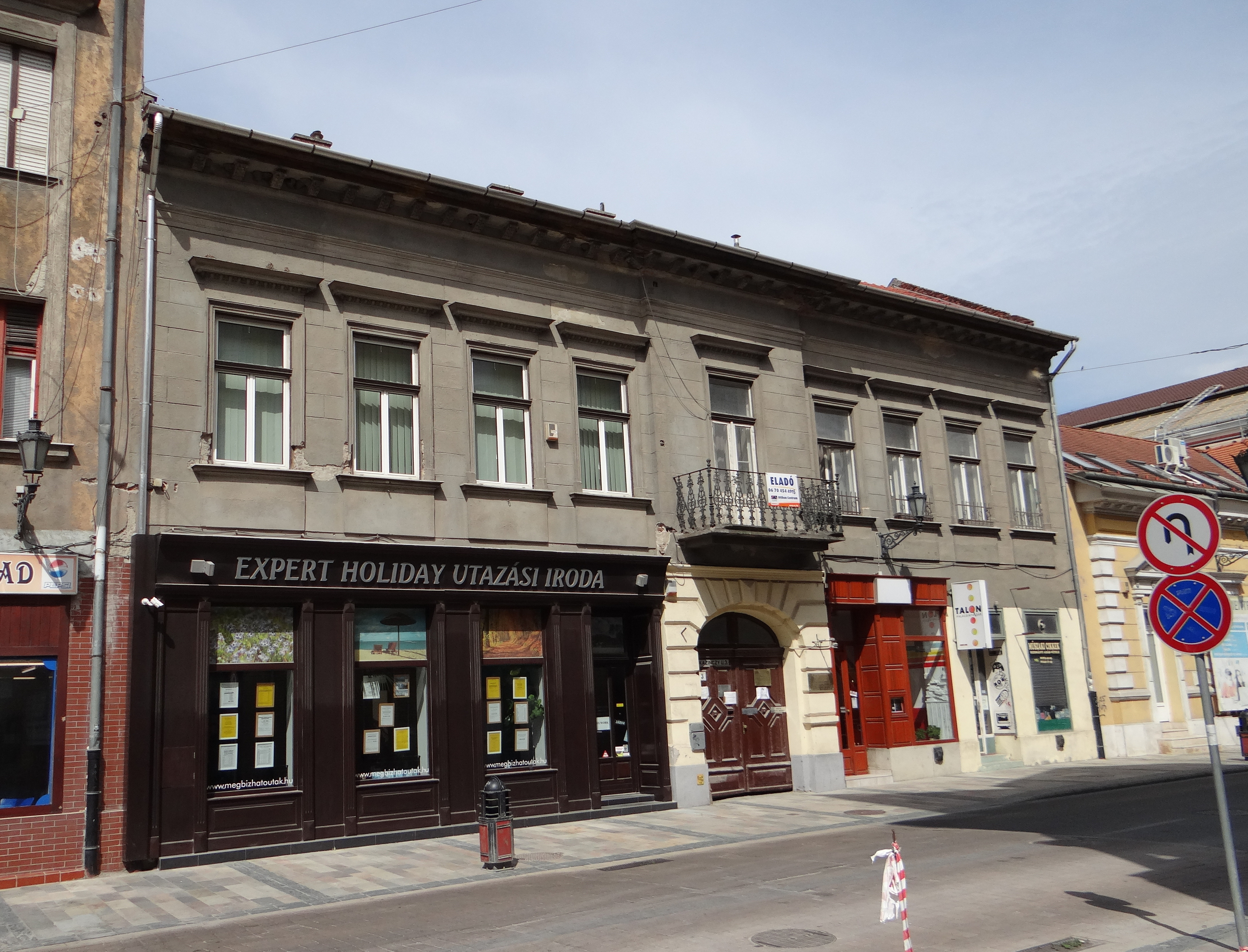
Lakóház (Kazinczy utca 3.)
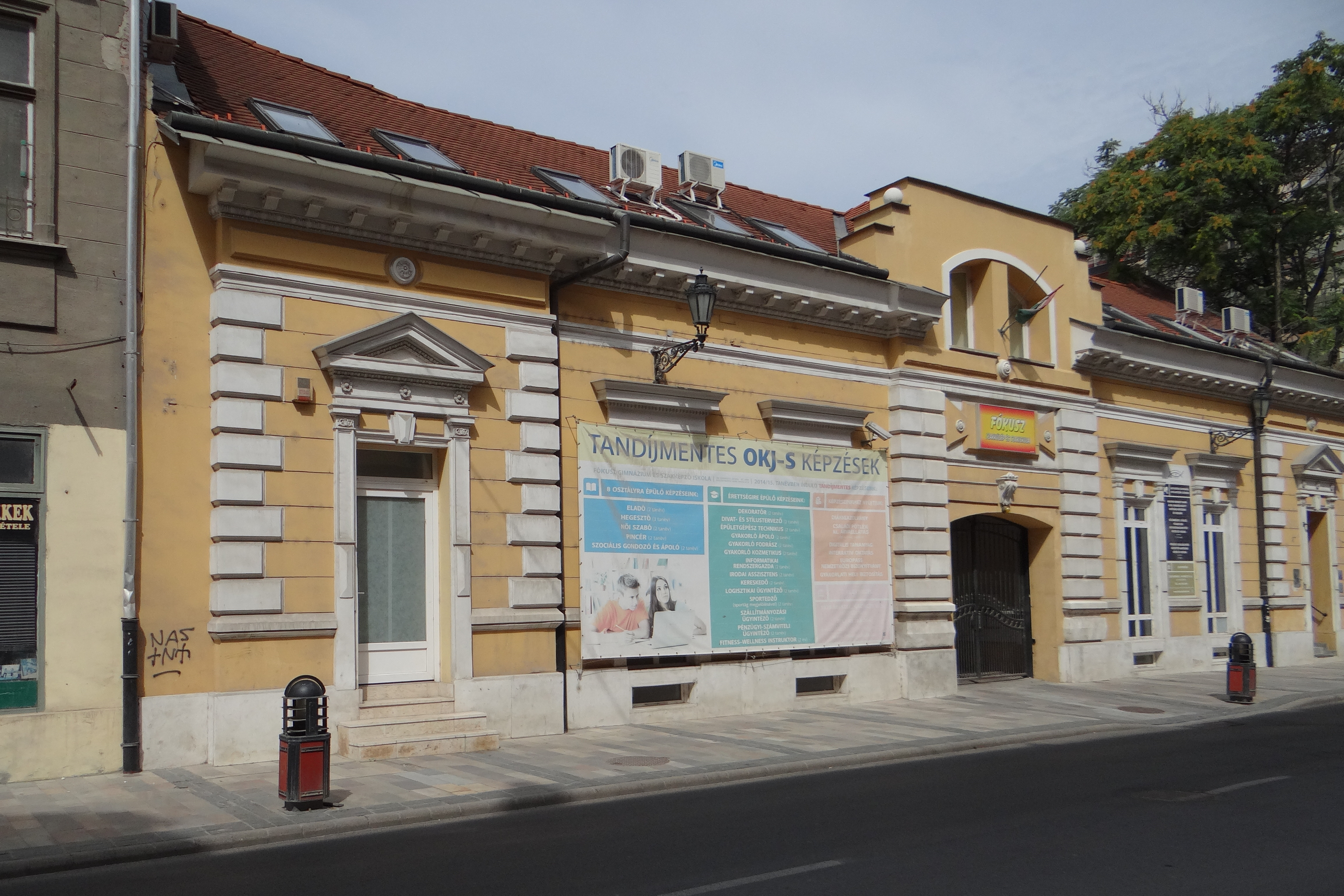
Oktatási épület (Kazinczy utca 5.)
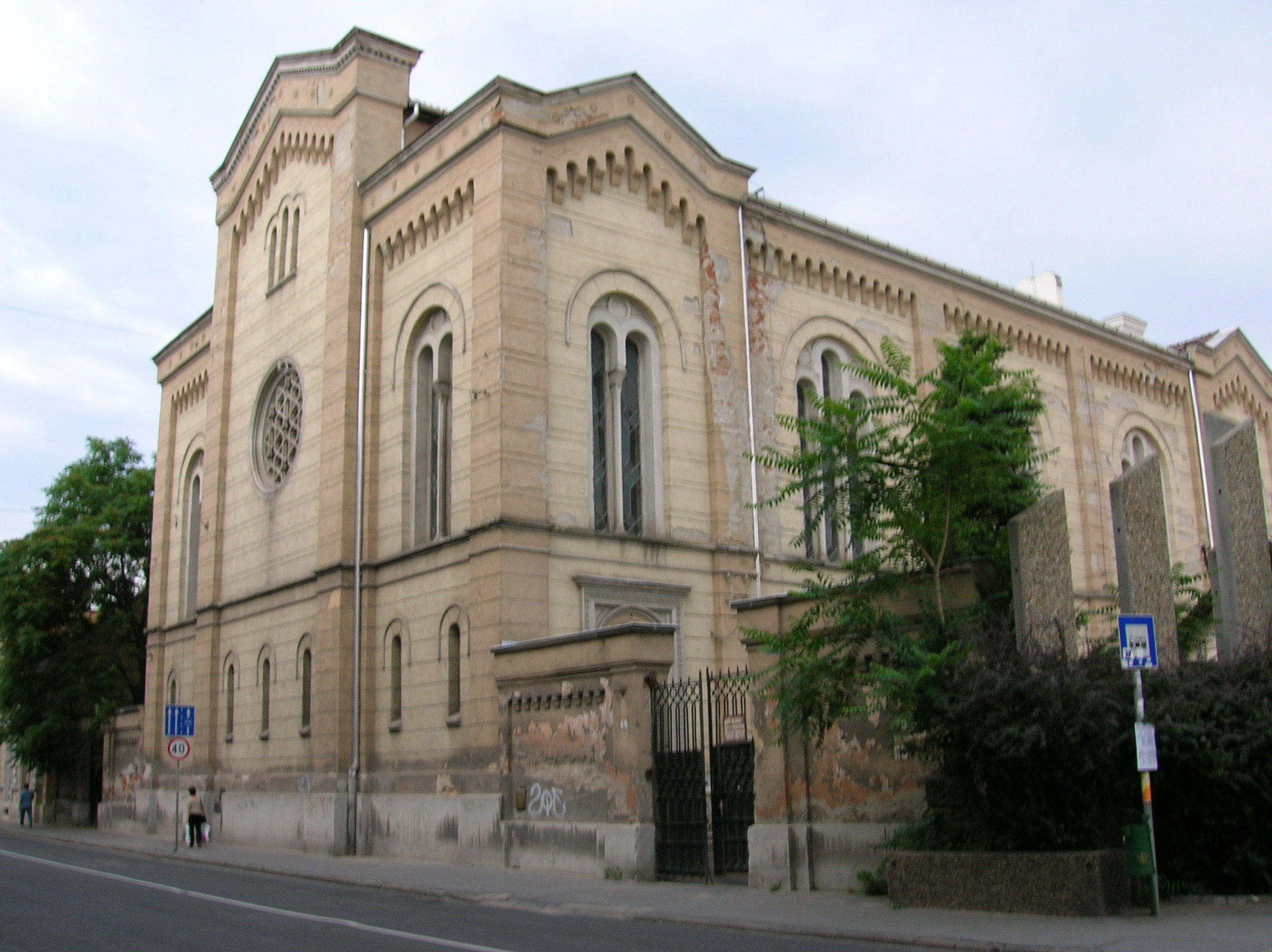
Zsinagóga (Kazinczy utca 7.)
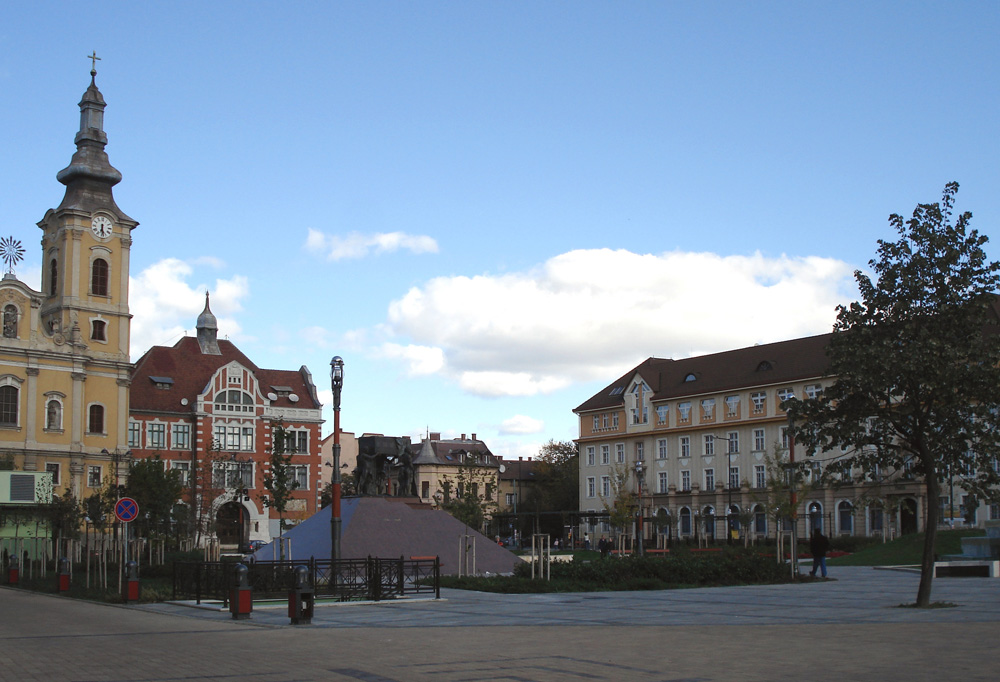
Hősök tere
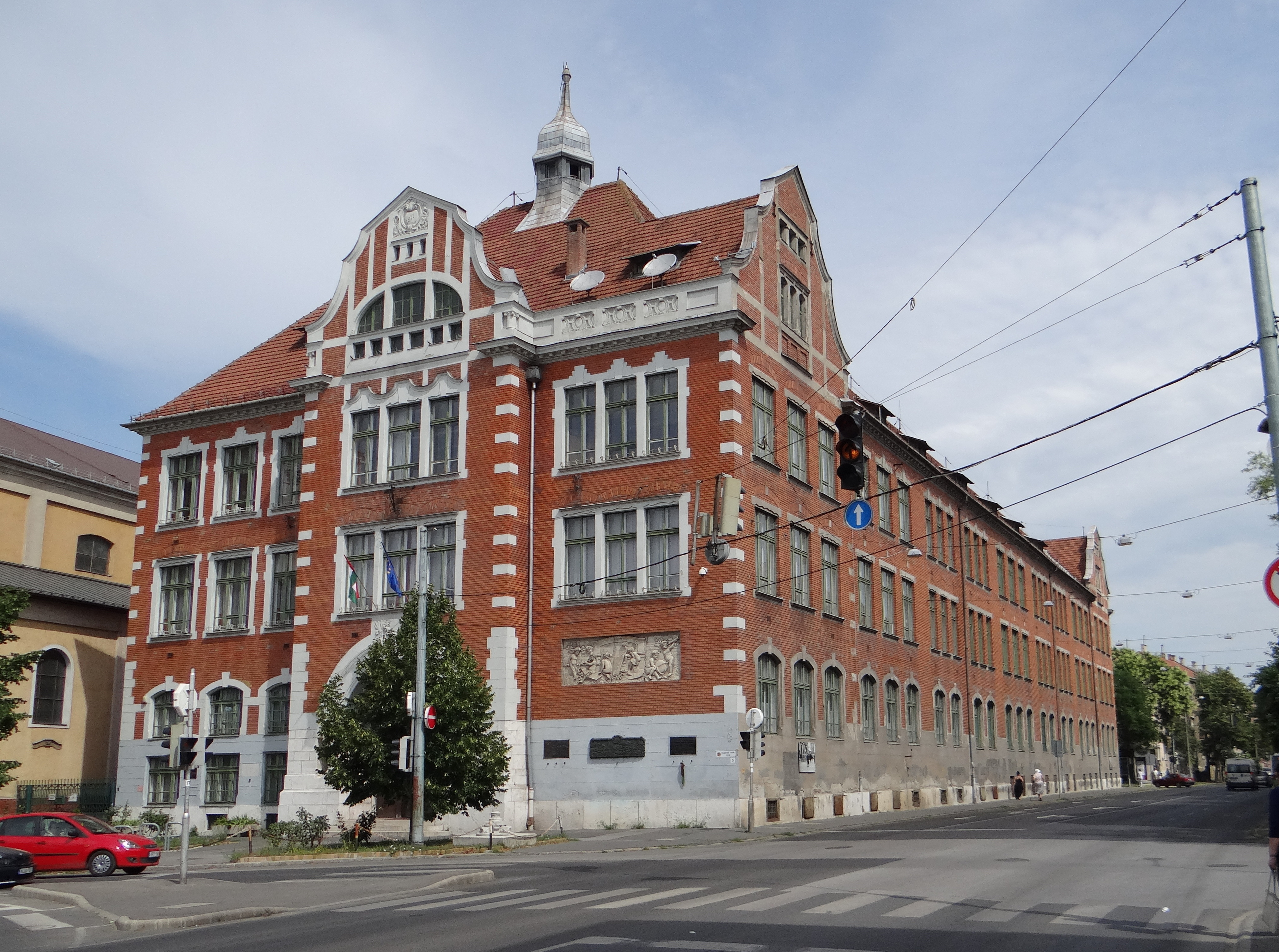
Földes Ferenc Gimnázium (Hősök tere 7.)
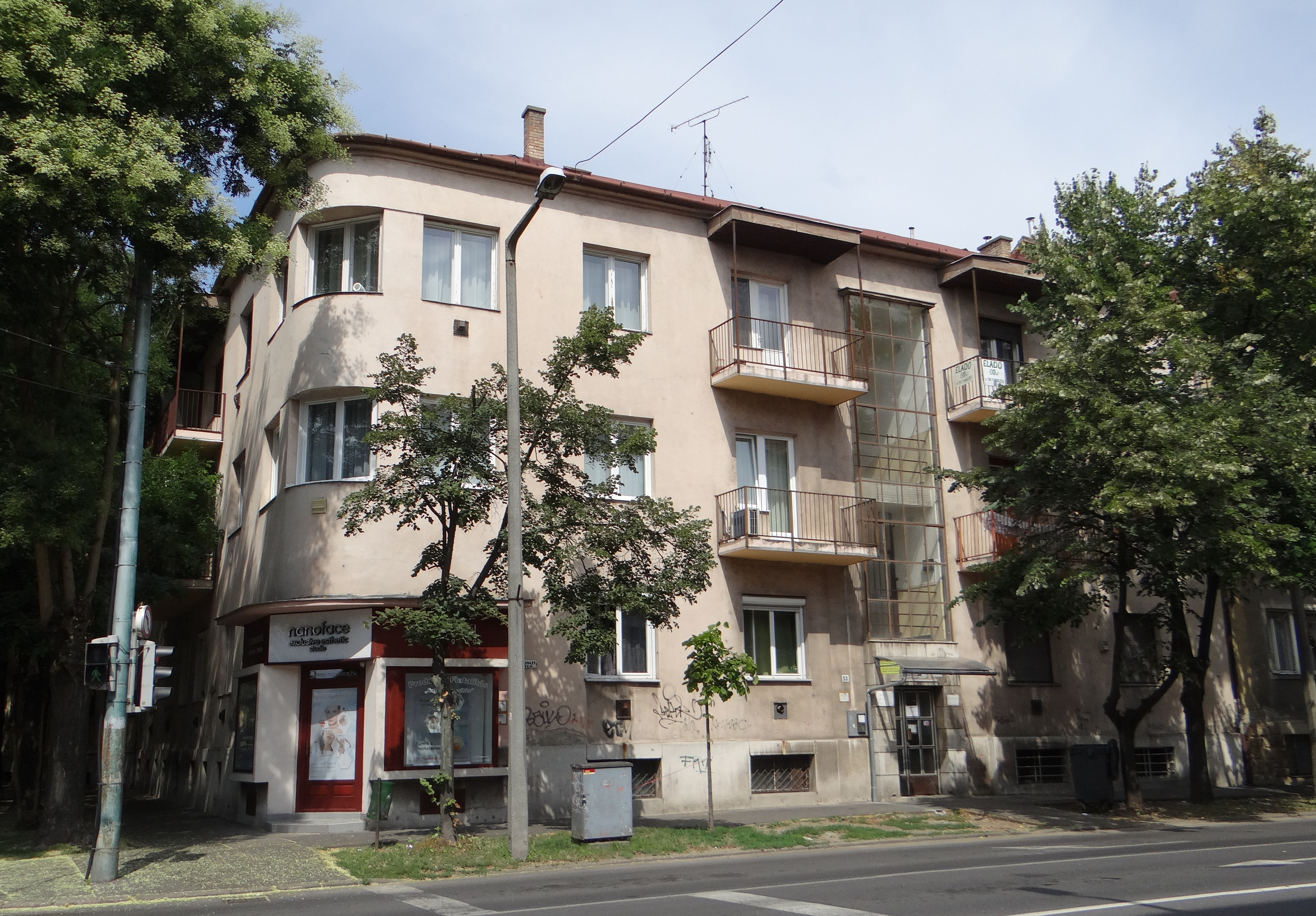
Sarokház (Kazinczy utca 13.)
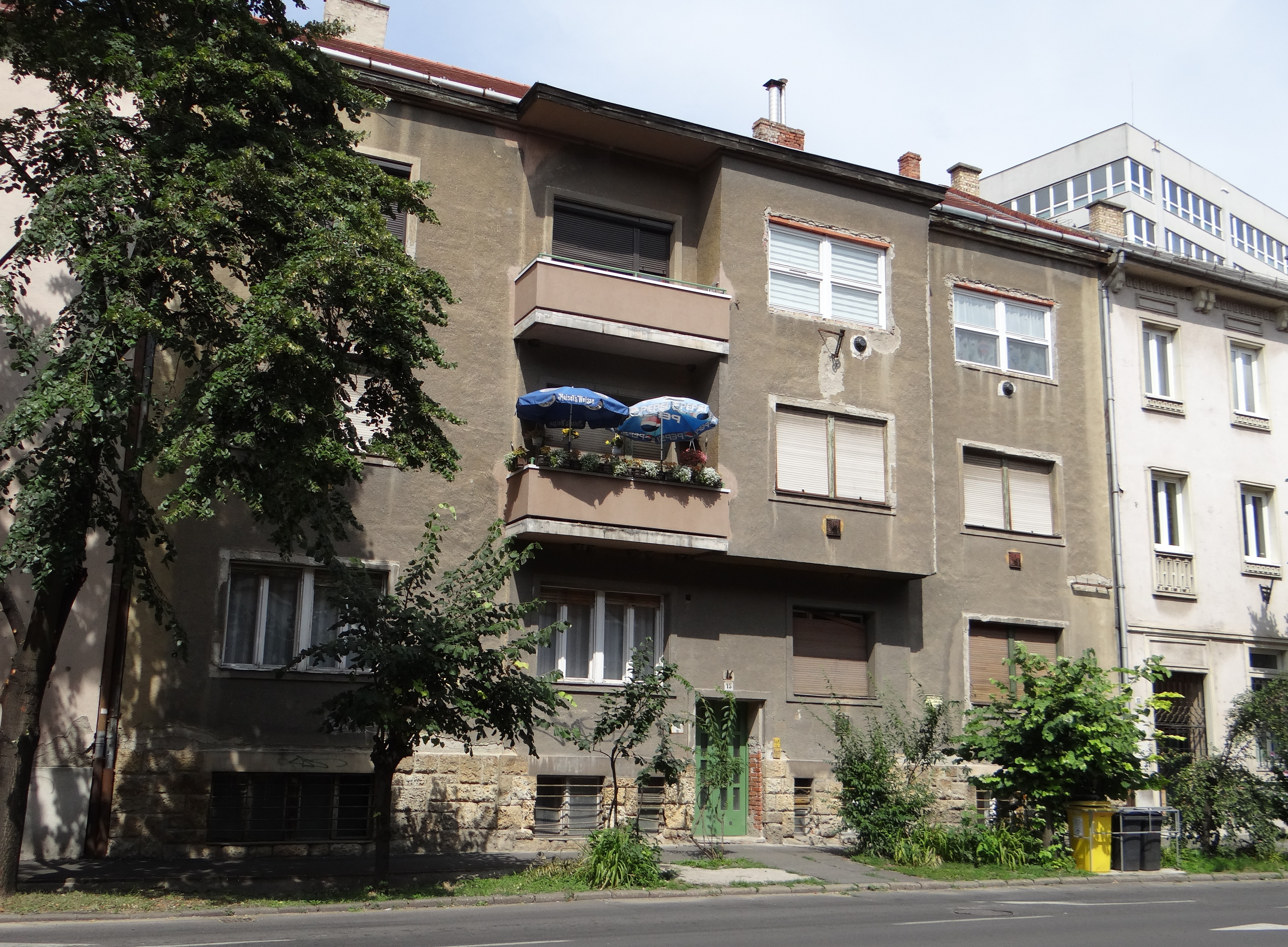
Lakóépület (Kazinczy utca 15.)
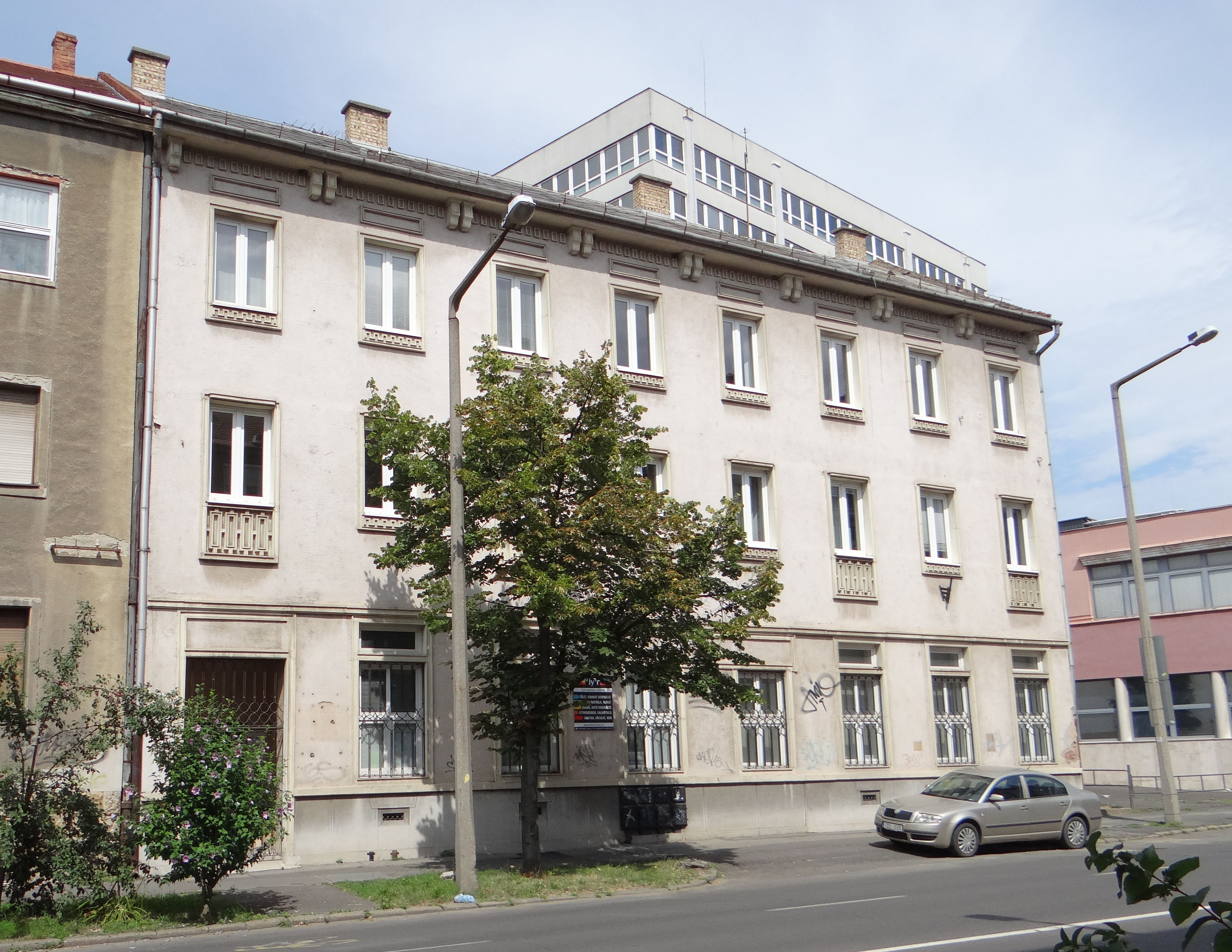
Lakóépület (Kazinczy utca 17.)
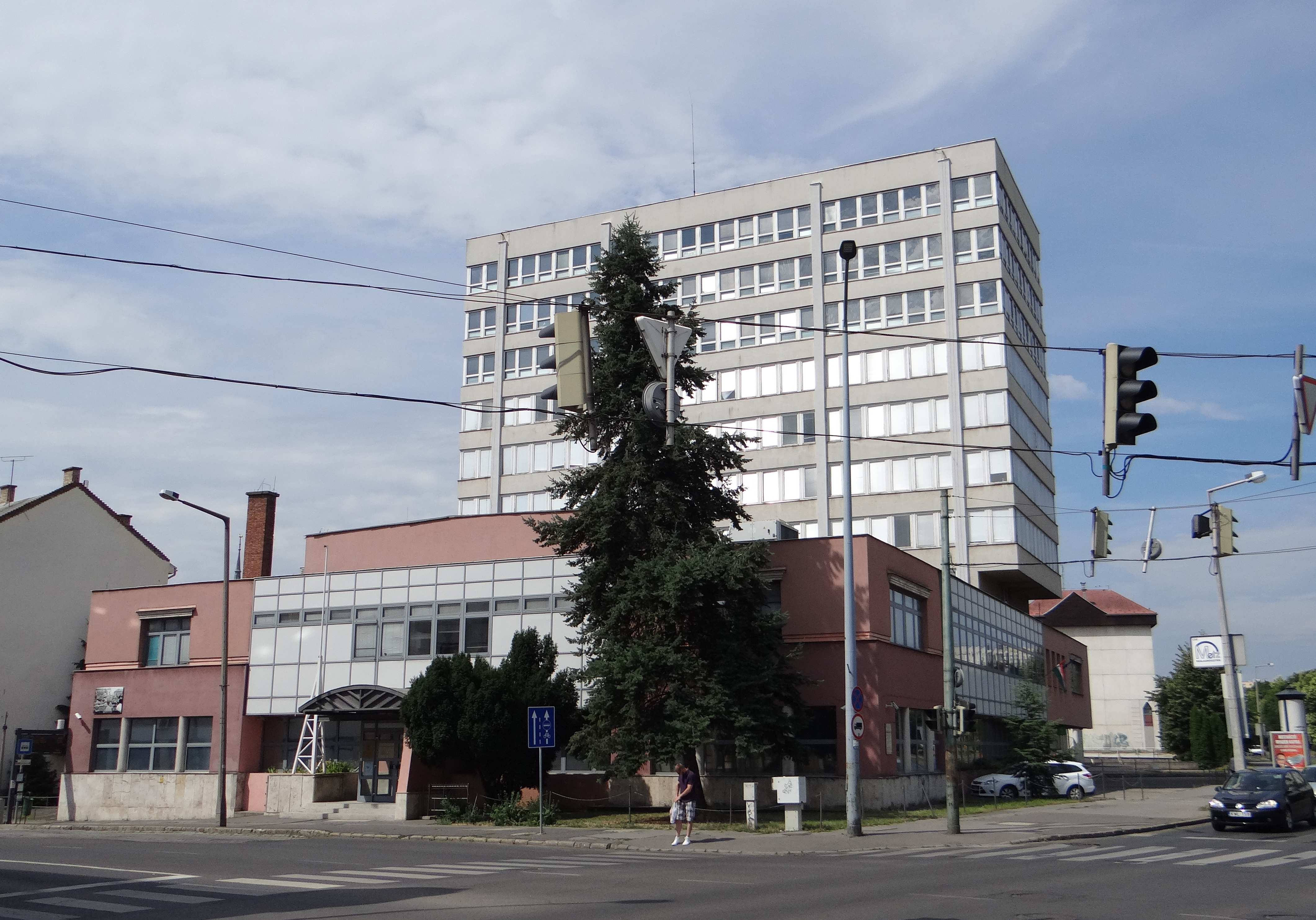
NAV adóigazgatóság (Kazinczy utca 19.)

### Keleti (páros) oldal
„Zöld ház” (Kazinczy utca 2.)
A nagy alapterületű épület 1879–81-ben épült, Horváth Lajos volt az építtető. A mai „zöld ház” egykor díszes homlokzatokkal rendelkezett, de a későbbi felújítások teljesen eltüntették díszeit, erkélyeit. A Széchenyi utcai homlokzat héttengelyes kiképzésű volt, a középső három tengelyt rizalit díszítette, és erkély volt előtte. A Kazinczy utcai homlokzat 19 tengelyű, a középső hét szintén rizalitos volt, és valószínűleg itt is volt erkély. A Széchenyi utcai rész földszinti üzlethelyiségeiben Mahr Károly fűszerüzlete volt, és itt működött a Kígyó, illetve a Fehér Kígyó Gyógyszertár is. Az 1940-es évektől a Nemzeti Hitelintézet foglalta el mindkét utcai front jelentős részét, majd az Állami Biztosító. A 2010-es években a Széchenyi utca földszinti traktusaiban cukrászda, pékség és pénzváltó működik.
Kazinczy utca 4-6.
Egy 19. század végéről származó fényképen két földszintes ház fogott közre egy emeletes házat az utcafronton. A 4. számú ház az utcával párhuzamos nyeregtetős építmény volt, amely az 1843. évi tűzvész után épülhetett, majd az 1878-as árvizet követően építették újjá. A 6. számú egyemeletes ház 1840-ben épült, 11 tengelyes, hatalmas épület volt. A 20. század első felében ismert lakói voltak (Steinfeld, Neuwalder, Lőwy és Grünfeld családok), akik a holokauszt áldozatai lettek. A házat államosították és bérházként használták. A következő, földszintes (korábban 8-as házszámot viselt) ház Sikovszki Gyuláé volt, aki kávéházát működtette itt. Sikovszkit az 1950-es évek elején kitelepítették Hortobágyra, tulajdonát államosították, majd a házat lebontották, és sokáig beépítetlen maradt. A többi ház közel a 20. század végéig állt, lebontásukra, illetve a helyükre korszerű emeletes házak építésére a Magyar Hitelbank kért engedélyt 1989-ben. Az építkezés folyamatát kisebb-nagyobb huzavona kísérte, félkész állapotban egy időre le is álltak az építkezéssel, majd 2001 végén fejezték be. A miskolciak a félkész épületek egyikét „csöcsös ház” gúnynévvel illették, de hivatalosan Kazinczy-ház néven adták át. A két ház az utcafronton áll, de közöttük van egy, az építési vonaltól jelentős mértékben hátravont hídszerű építmény, amely egyrészt összekapcsolja a két házat, másrészt bejáratot biztosít Nagy Imre utcára, az úgynevezett Széchenyi negyed vagy Bazár tömb (a Széchenyi–Kazinczy–Régiposta–Szentpály utca által határolt terület) felé. A házakban lakásokat, üzlethelyiségeket, alattuk mélygarázst alakítottak ki.
Lakóház (Kazinczy utca 8.)
Az 1794. évi utcanyitás után a két egymás melletti telek tulajdonosa Svetle György és Harsányi Menyhért volt. Egy 19. század végéről származó fényképen földszintes ház látható a telken. A Kazinczy utca 8. és 10. számú, szomszédos házak építési körülményeiről nem maradtak fenn adatok, de feltehető, hogy a századfordulón, vagy a 20. század elején épülhettek, az is lehet, hogy egy tervező keze nyomán. Egy későbbi, a stílusjegyek elemzése alapján készült felmérés szerint (a 8. szám) „későszecessziós, nagyvárosi igénnyel épült bérház, puritán homlokzattal”. Homlokzati díszítése gyakorlatilag nincs (a nyomok alapján volt), ha eltekintünk a vízszintesen hornyolt vakolatsávról. Dekoratív elemnek számíthatók azonban az emeleti erkélyek, amelyeken két félkör alakú kimetszés látható. U alaprajzú, kétemeletes épület, amelynek déli tengelyében van a bejárat, a középső két tengelyben pedig üzlethelyiséget alakítottak ki.
Lakóház (Kazinczy utca 10.)
A 19–20. század fordulója körül már állt az épület, amelynek tulajdonosa Bodnár Lajos volt. A ház szorosan illeszkedett a mellette lévő, 8. számú épülethez, amelynek az emeletén bérlakások voltak. A földszinti üzlethelyiségeket (mészárszék és kenyérbolt) a belső udvarból lehetett megközelíteni. A kétemeletes, késő szecessziós épület öttengelyes homlokzati kiképzést kapott. Az első emelet középső tengelyében és a második emelet két szélső tengelyében téglalap alaprajzú nyitott erkély van, amelyekből a szomszédos házhoz hasonlóan, félkör alakú kimetszések láthatók. A két szomszédos épületet ezért is joggal nevezik ikerháznak. Bejárata a középső tengelyben helyezkedik el.
Lakóház és óvoda, majd Zsidóház (Kazinczy utca 12.)
Az 1897. évi városrendezési térkép szerint a telken két épület állott. Ezek helyén 1906-ra épült fel Munk Pál egyemeletes bérháza, amelynek Kazinczy utcai frontja 29,8 méter széles volt. A Deák (ma Déryné) utcából rögtön ide költözött a posta és a telefonközpont (ekkor már Főpostának nevezték). A földszinten volt a főbejárat, innen nyílt a főpostaterem és más postai helyiségek, az emeleten lévő lakások számára pedig külön lépcsőházat alakítottak ki. A postának kijárata volt a Debrecenyi (ma Régiposta) utcára is. A Postapalota 1937-es átadását követően a bérház földszinti részét is lakásokká alakították át. A kilenctengelyes, egyemeletes épület szimmetrikus kialakítású, középső három nyílászárója rizalitszerű kiemelkedésben foglal helyet. Bejárata középen van, amelynek szegmens szemöldökívét két konzol tartja, illetve kereteli. A földszinti ablakok egyenes, az emeletiek szegmensíves záródásúak. A homlokzat jellemzően nyerstéglás-borítású, de vakolt sávok is gazdagítják a felületet. A koronázópárkány  fríze tárcsa- és palmettamotívumokból van komponálva, fölötte téglamustrával osztott attika húzódik végig. Az épületben a 20 század második felében belügyminisztériumi óvoda működött, majd sokáig lakatlannak tűnt a ház. 2021-ben megkezdték a felújítását, majd 2024-ben megnyílt benne a Zsidóház nevű kulturális központ. 
Munk-ház (Kazinczy utca 14.)
A Kazinczy és a Régiposta utca sarkán álló épület elődjét, a Neuwalder-féle házat 1924-ben bontották le, majd a telek 1941-ig beépítetlen maradt. A ház és a telek tulajdonosa Sáska Dezső és neje volt. A telket végre 1940-ben sikerült megvásárolnia Munk Pálnénak és Munk Györgynek, és háromemeletes bérházat építtettek rá Demes Béla tervei alapján. A ház földszintjén eleve vendéglőt kívántak kialakítani, amelynek bejárata a sarkon van. A földszinten volt a vendéglős lakása is, a három emelet pedig bérlakásoknak adott helyet. A vendéglő korabeli neve nem ismert, de az 1970-es években Muskátli, később Víg postás, a 2010-es években pedig Régiposta kisvendéglő néven regnál, a Régiposta utcai oldalon kis teraszrésszel. Ismeretlen időben a Kazinczy utcai bejárattól délre is nyitottak egy üzlethelyiséget. A ház felújításra szorul.
Postapalota (Kazinczy utca 16.)
A Postapalota épületét 1937-ben adták át rendeltetésének, a terveket Wälder Gyula és Reisch Adolf készítette, a kivitelező Árva Pál építési vállalkozó volt. Az épület homlokzata a mai Hősök terére néz, bal oldalon a Horváth Lajos utcába nyúlt be egy szárnya, jobb oldalon pedig az akkor még élő folyóvíz, a Pece-patak határolta. Az épületet rendkívül biztonságosra tervezték. A tetőszerkezet betonból készült, a pincében gáz- és bombabiztos óvóhelyet építettek ki, de itt helyezték el a fűtési rendszert és más műszaki berendezéseket is. A postaépületnek, bár külső elektromos hálózathoz kapcsolódott, saját generátoregysége is volt. Az első emeleten a főnöki lakásokat helyezték el, de a szétosztók és a kézbesítők helyiségei is itt voltak. A második emeleten volt a telefonközpont, az öltözők és a zuhanyozók, a tetőn napozó volt. A földszinten helyezték el a nagy felvételi termet és a hátsó részen a postahivatal helyiségeit. A későbbi évtizedekben a postaszervezetet többször átszervezték, és az épületet is többször bővítették, illetve felújították.
Házak a Szeles utcáig
- A Kazinczy utca 18-as sarokház elődjében két jeles férfiú lakott. Adler Károly miskolci főmérnök, a város első városrendezési tervének elkészítője 1884-ben itt építette fel lakóházát, majd az 1910-es évektől itt lakott Ungár Mór mérnök, aki jelentős szerepet vállalt Miskolc vízvezeték- és szennyvízcsatorna-hálózatának megtervezésében. Ezt a házat a Postapalota felépülése után, 1937-ben megvásárolta a postakincstár. A házban hosszú ideje körzeti, illetve háziorvosi rendelők működnek. A Kazinczy utcai oldalon árnyas udvar kapcsolódik a házhoz.
- A Kazinczy utca 20. alatt 1910-ben épült fel Engel Ignác lakóháza. Az egyemeletes saroképületet a nyugati, és a déli homlokzaton, valamint a sarkon erkély díszíti. A ház 1944-ben már Herz Miksa tulajdona volt, amikor pincéjét óvóhellyé alakították át.
- Madarász Viktor utca 1-5., Kazinczy utca 22. A telken a 20. század első évtizedeiben Kardos Andor építtette fel családi házát. A háztulajdonos és felesége a deportálás áldozatai lett, utána a házukat államosították. Az épületet a Madarász Viktor utcai házzal együtt lebontották, s a helyükön, különböző időpontokban épültek fel a mai bérházak.
- Kazinczy utca 24-26-28. A telkeken családi házak álltak, a három telek összevonása és egységes beépítése a 20. század utolsó harmadában történt meg.
- Kazinczy utca 32. Az épület sarkán 1909-től működött az „Őrangyalhoz” címzett gyógyszertár, amely az államosítás után a 19/43. számot viselte, majd 1988 körül bezárt. Az épület emeletráépítéssel egybekötött felújítása, átalakítása 1997–98-ban történt meg.[33]

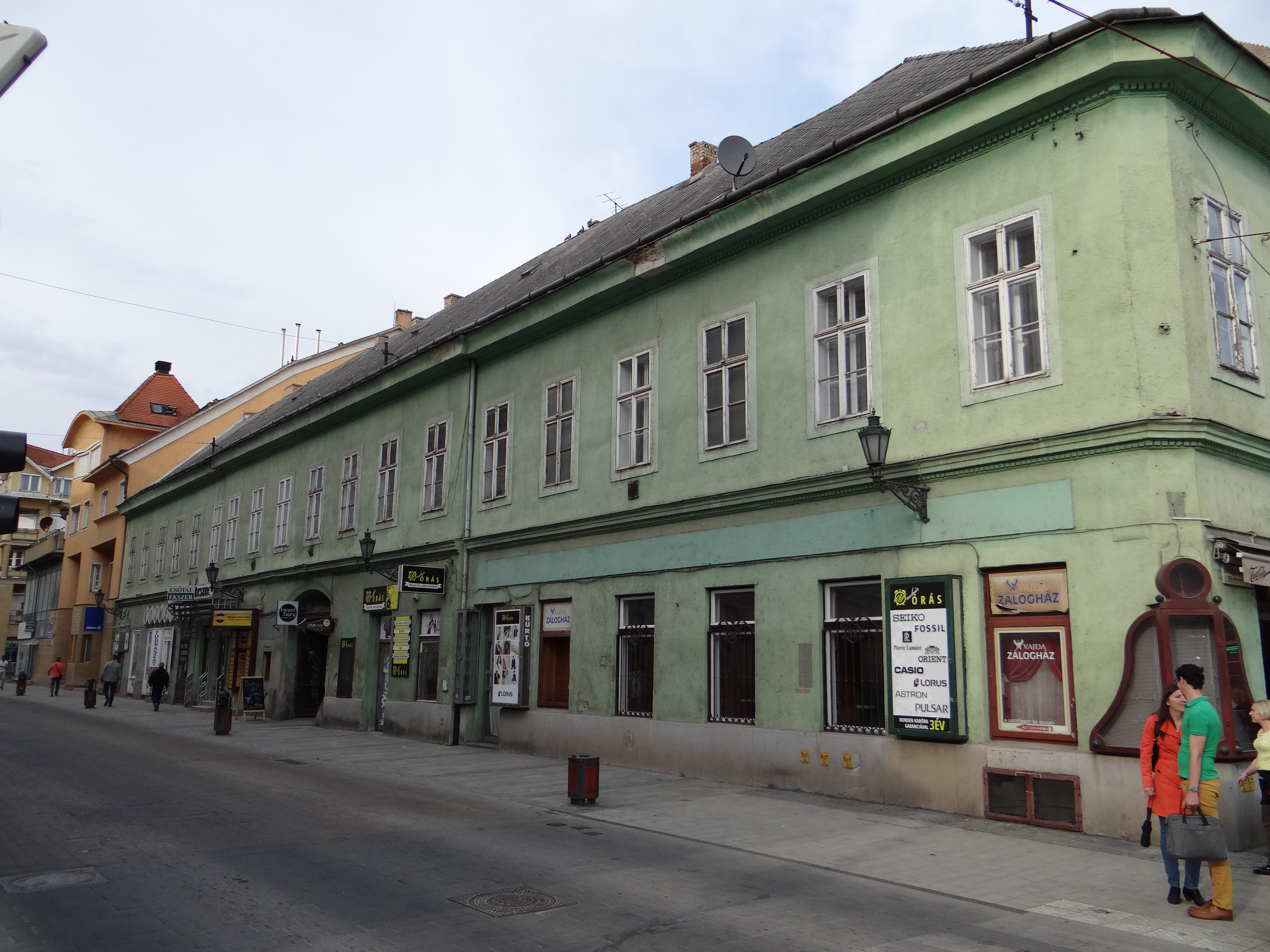
„Zöld ház” (Kazinczy utca 2.)
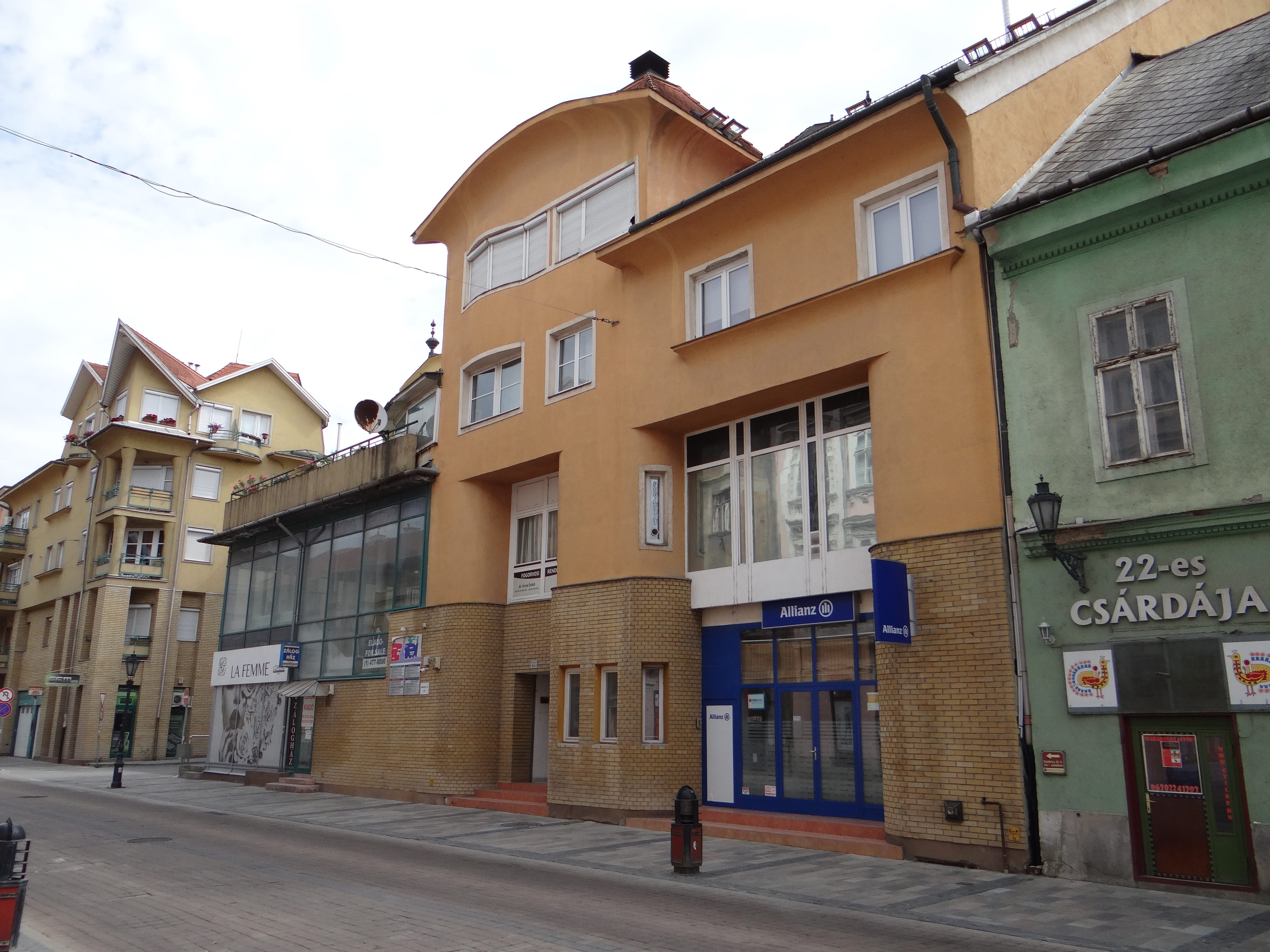
Új építésű házak (Kazinczy utca 4.)
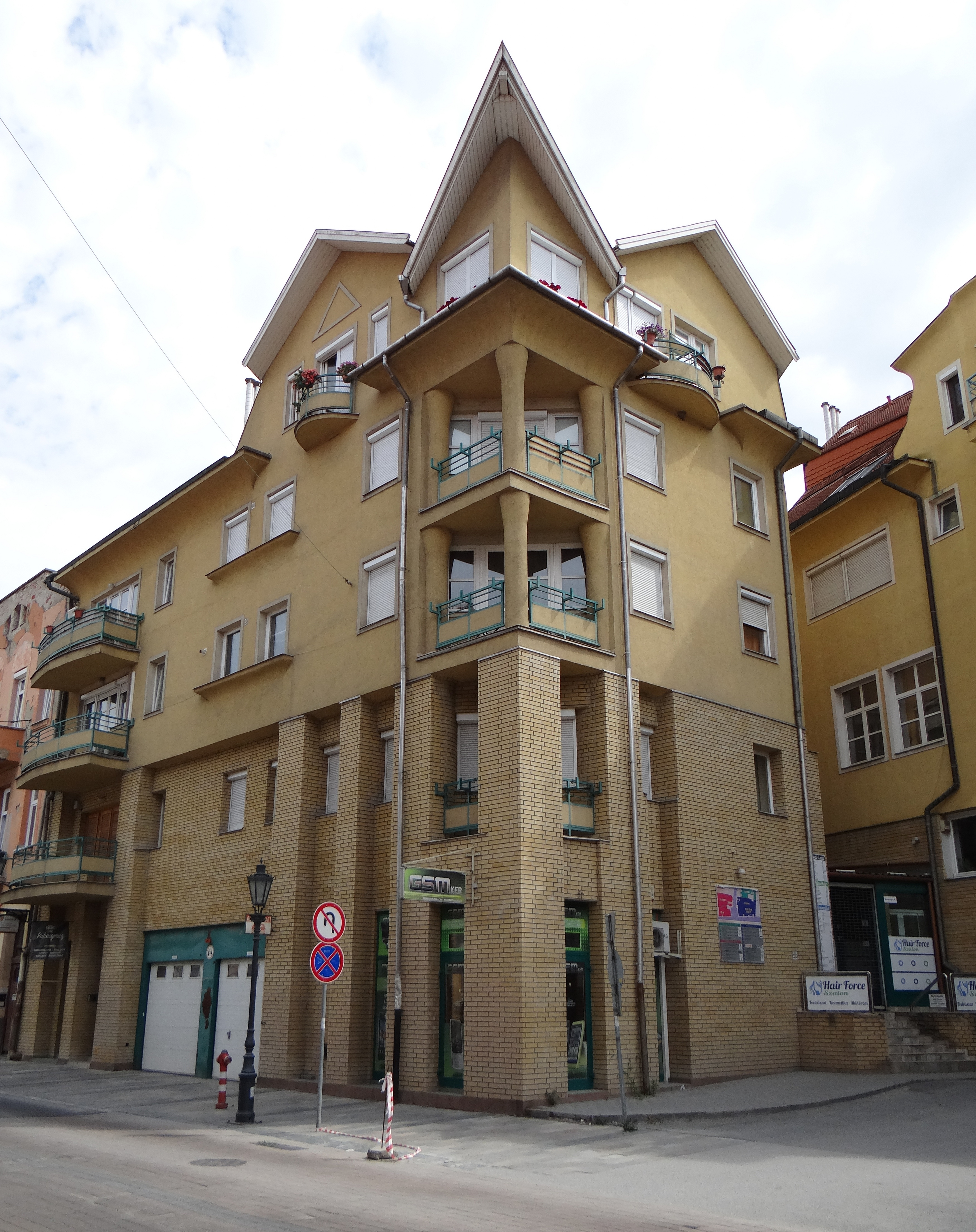
Új építésű ház (Kazinczy utca 6.)
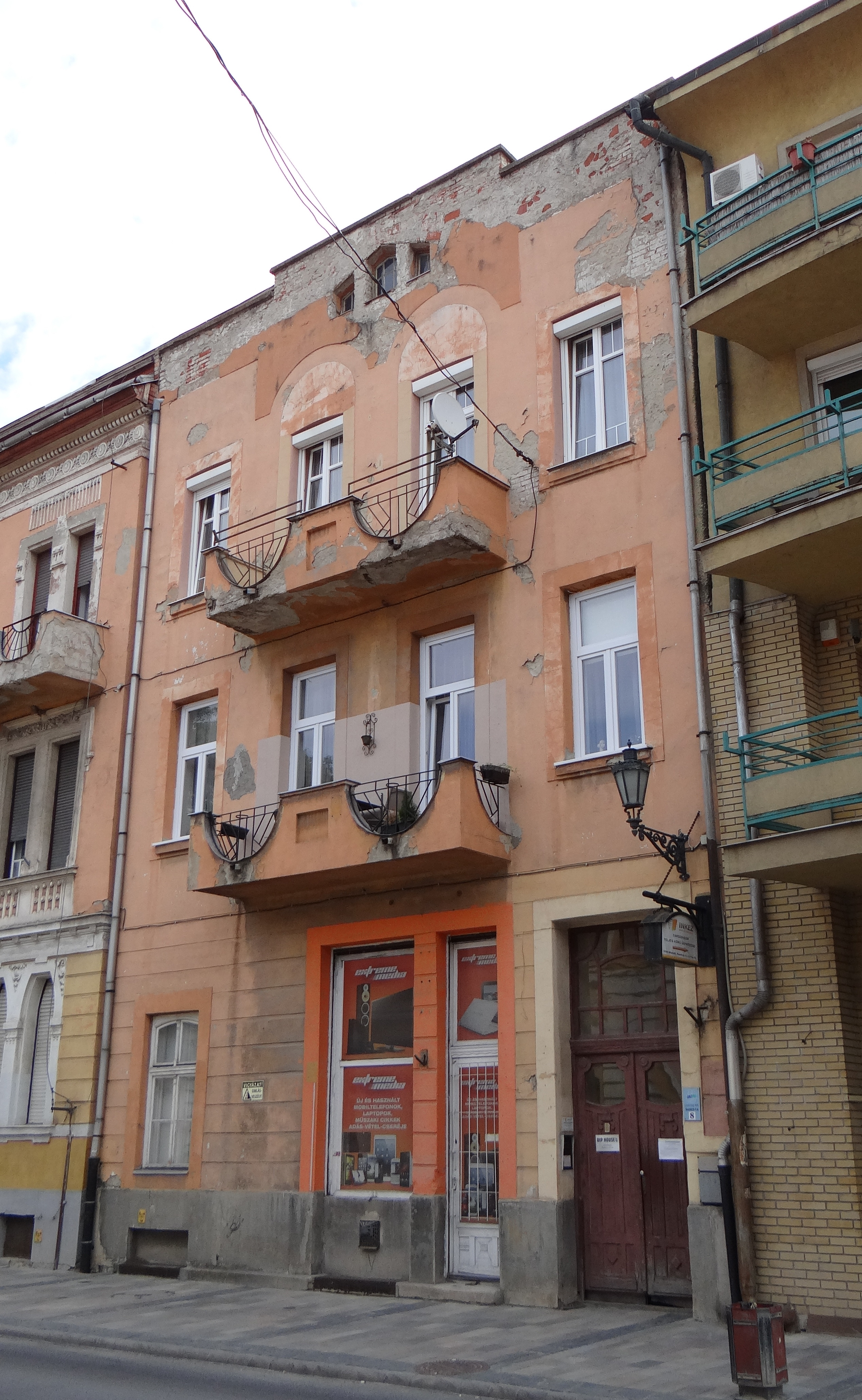
Lakóház (Kazinczy utca 8.)
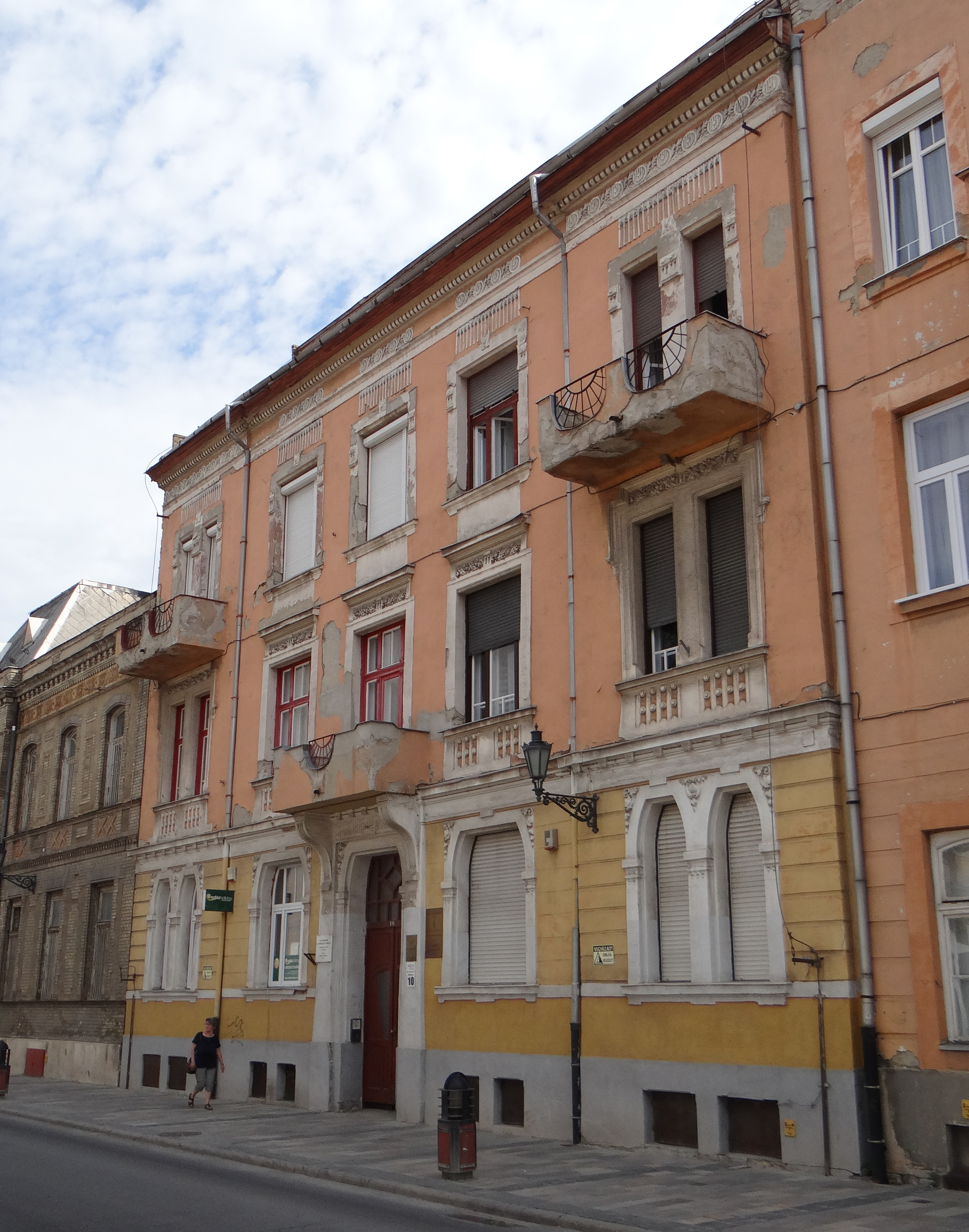
Lakóház (Kazinczy utca 10.)
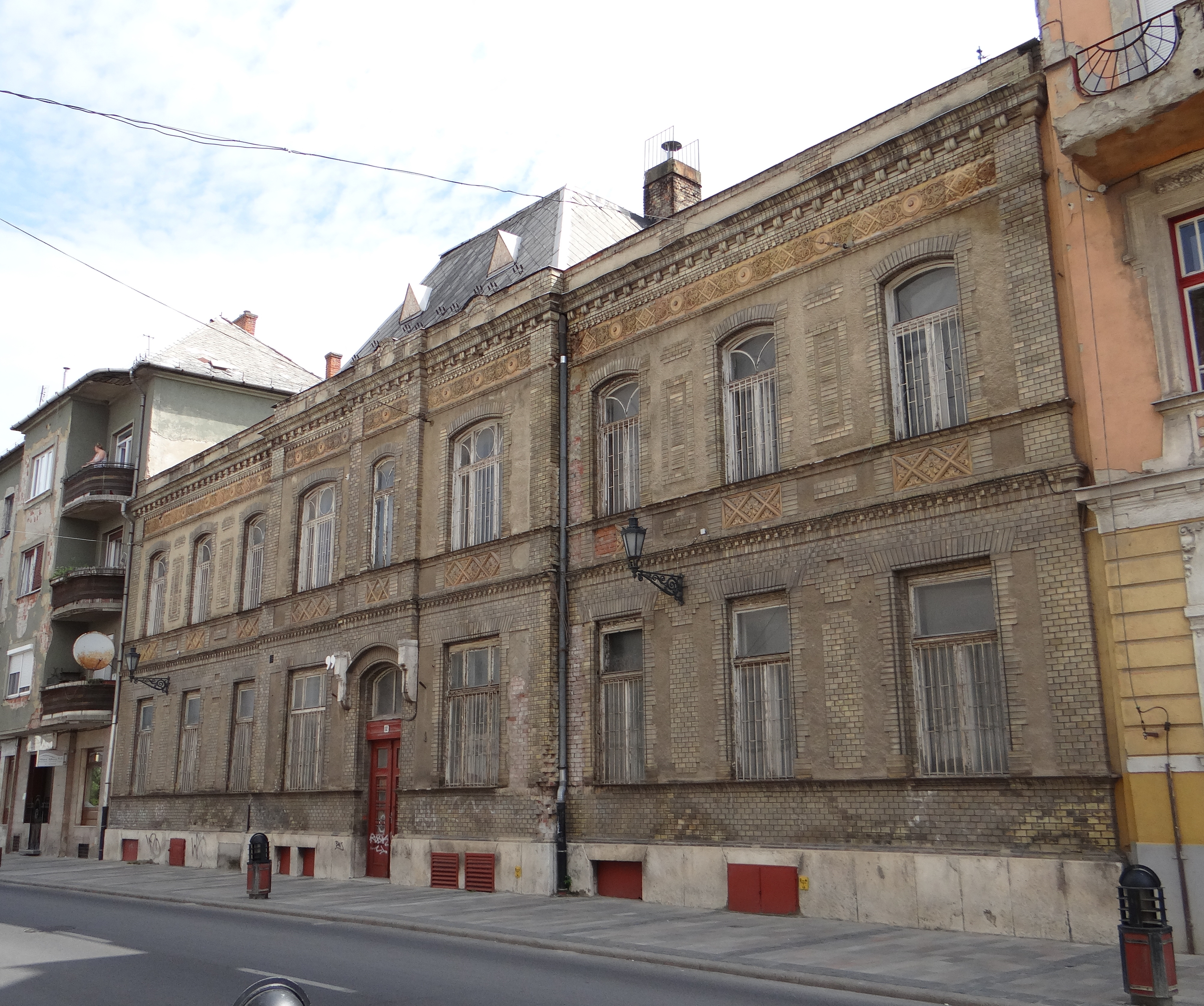
Lakóház és óvoda (Kazinczy utca 12.)
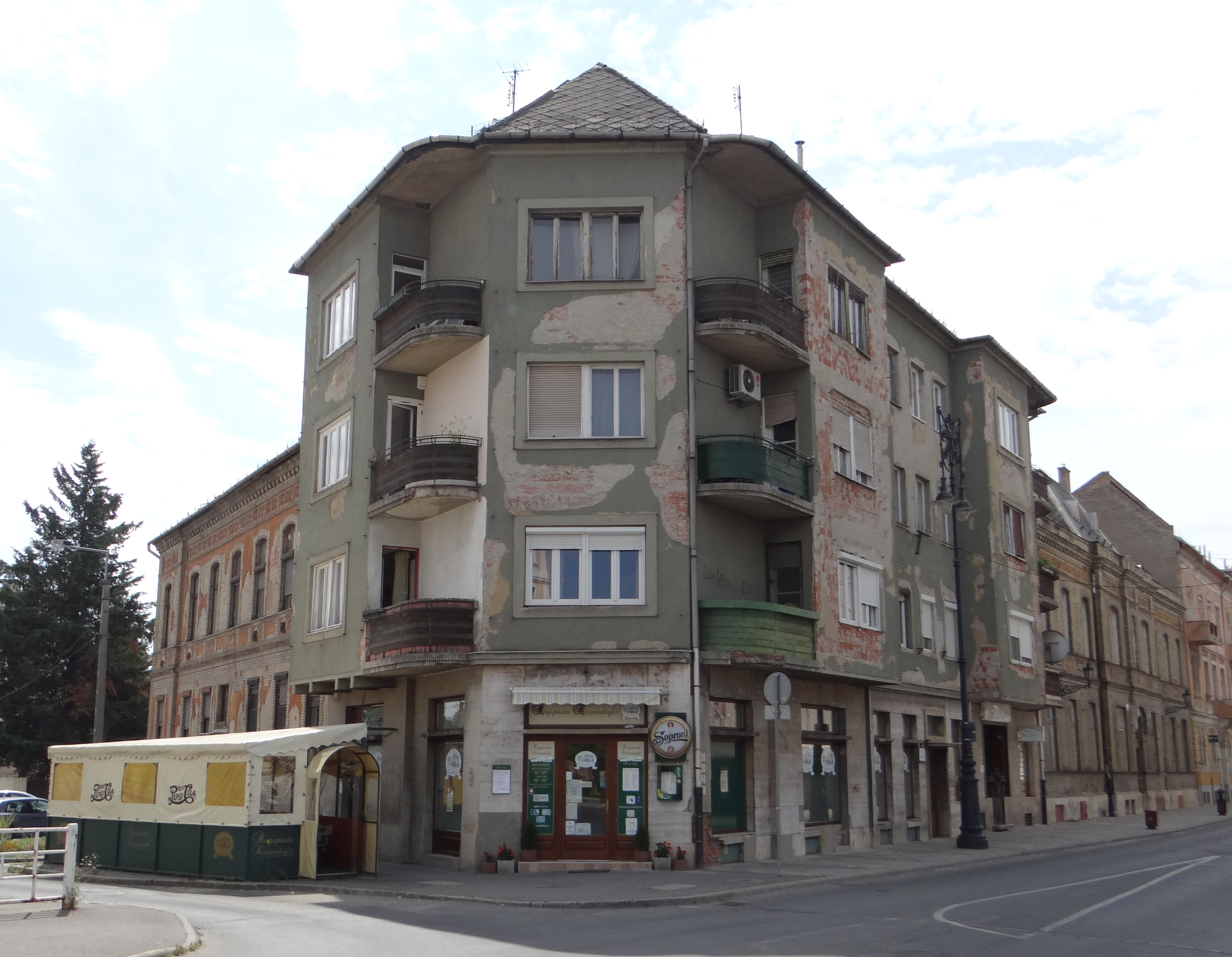
Munk-ház (Kazinczy utca 14.)
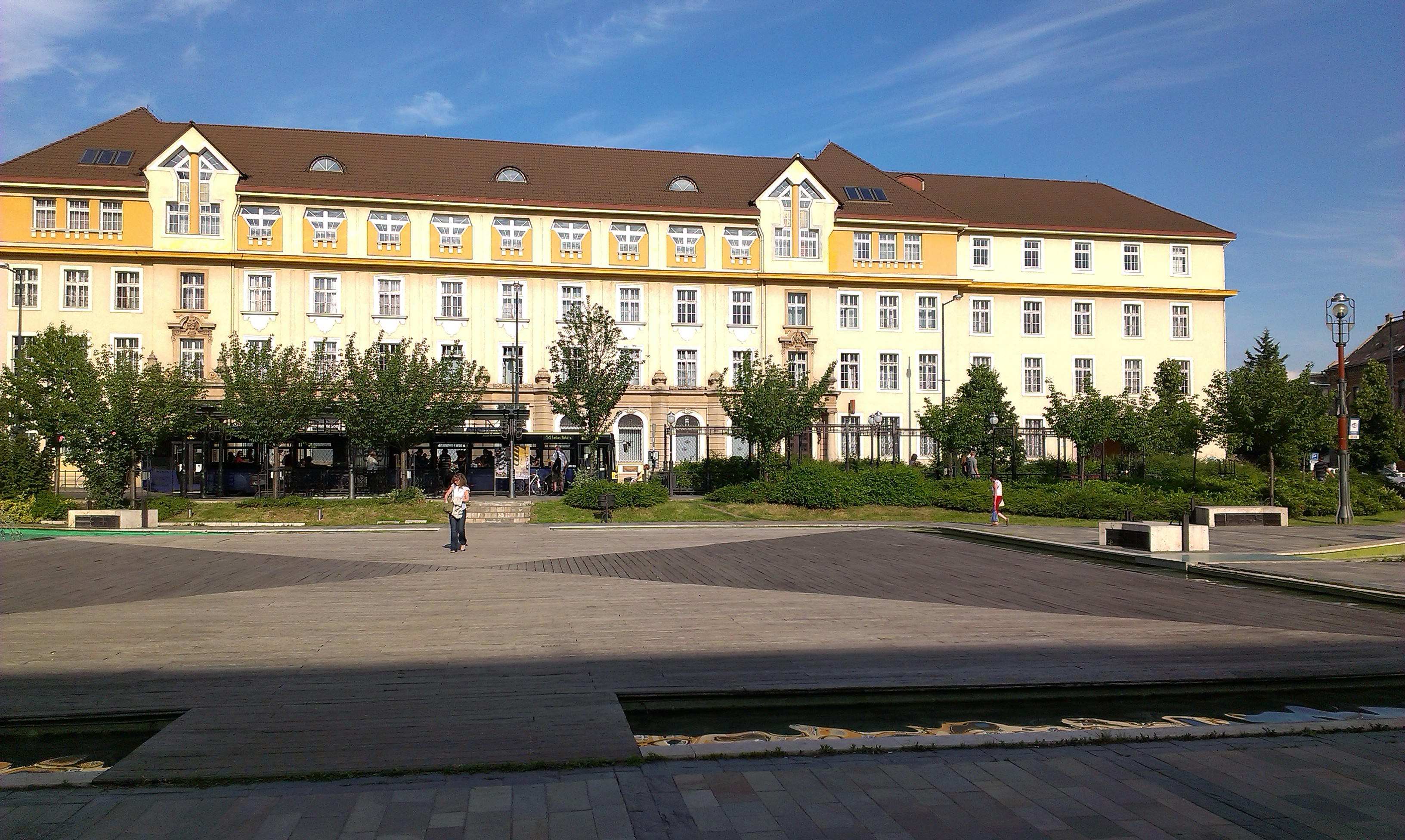
Postapalota (Kazinczy utca 16.)
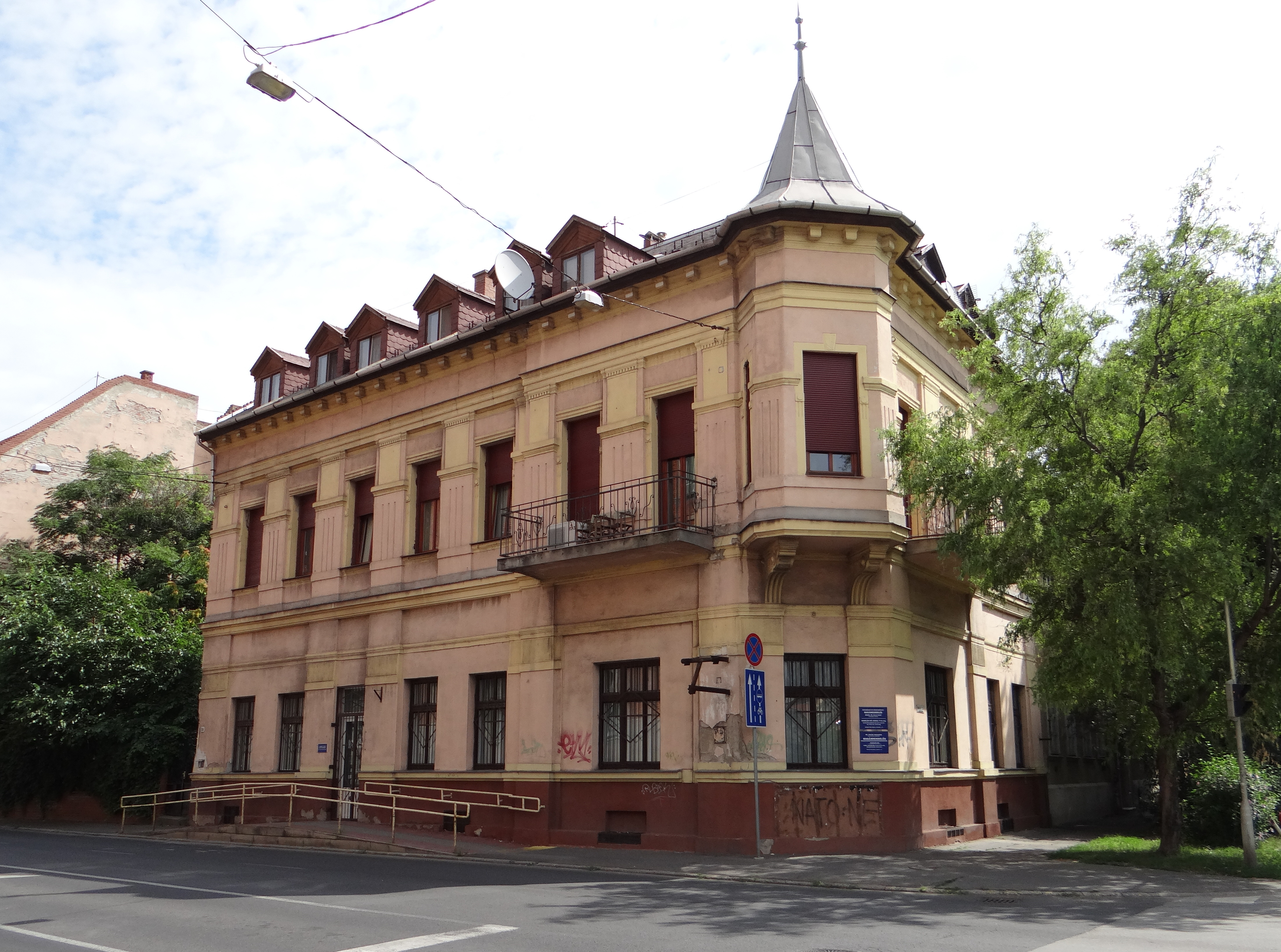
(Kazinczy utca 18.)
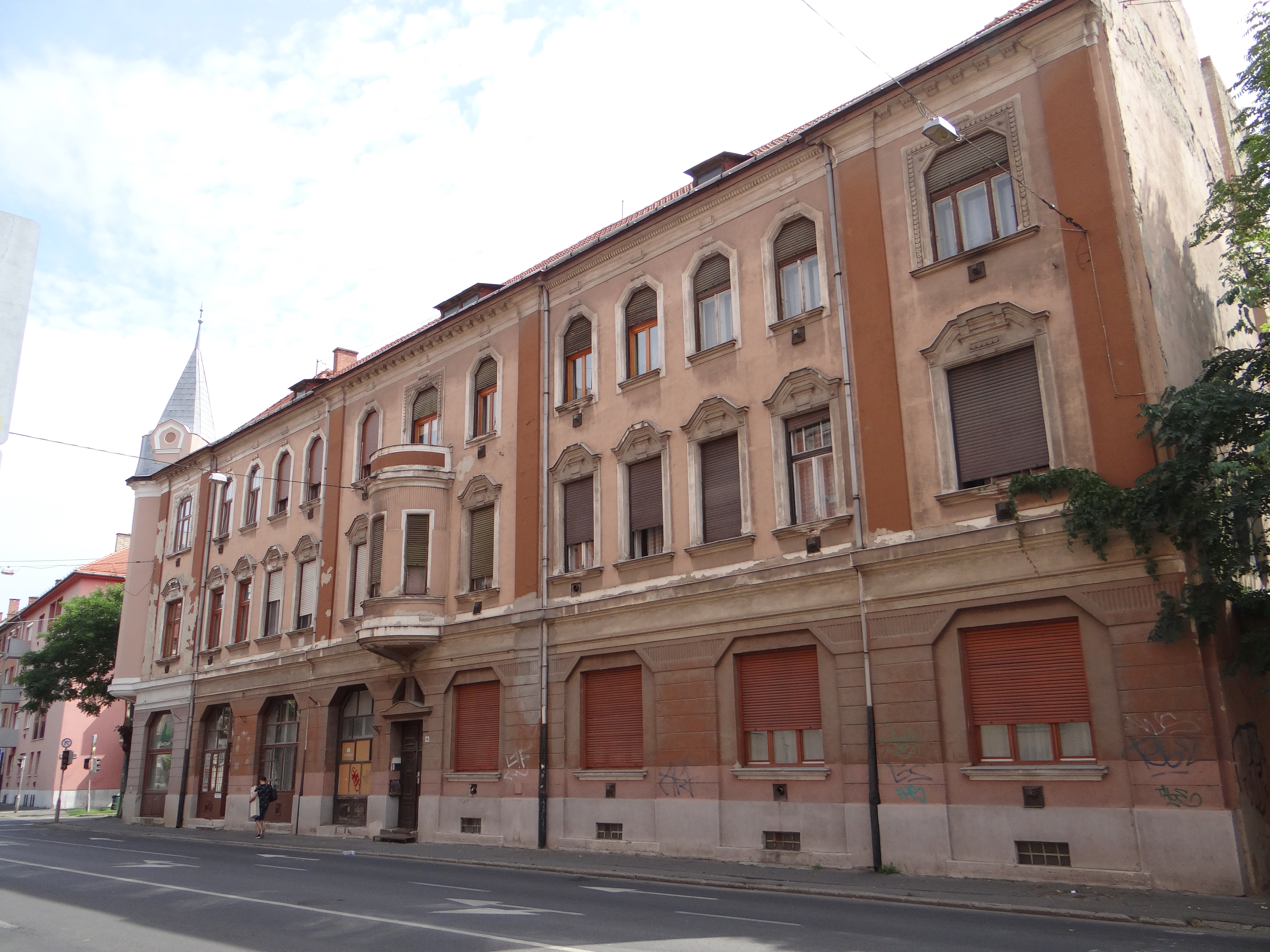
(Kazinczy utca 20.)
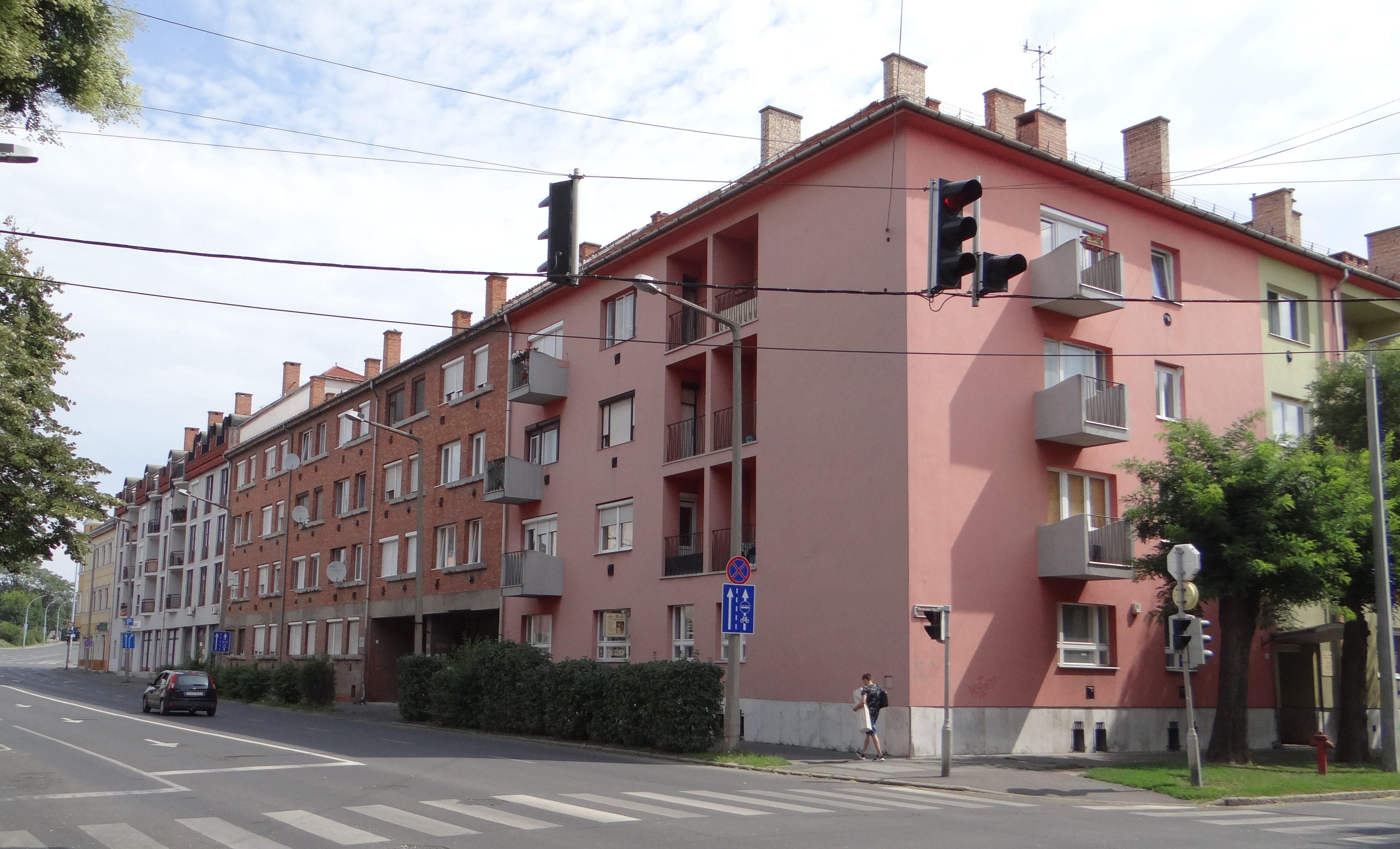
Madarász V. utca 1-5., (Kazinczy utca 22–28.)
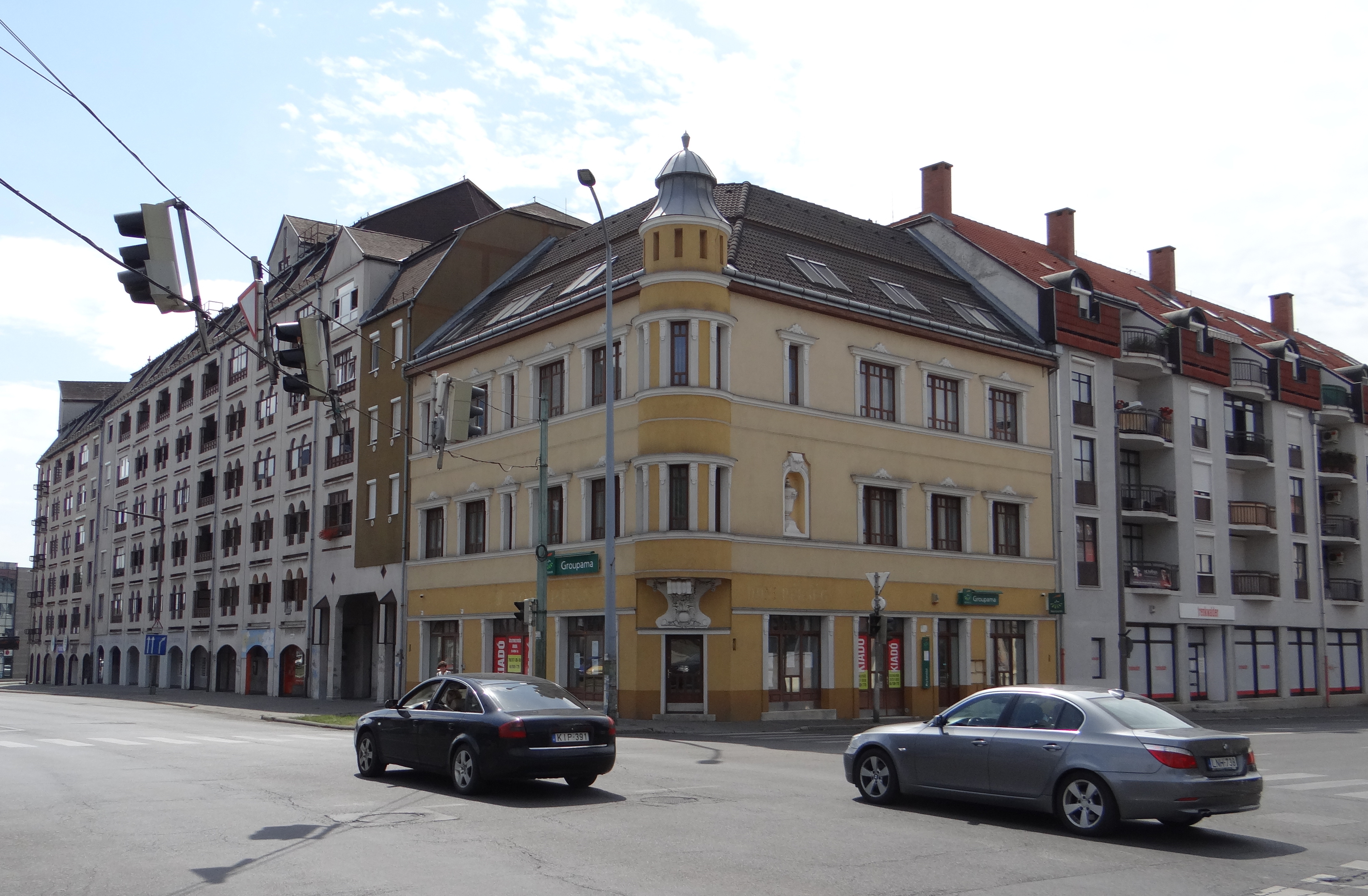
(Kazinczy utca 32.)